# 1994 dans les parcs de loisirs
| Années des parcs de loisirs : 1991 - 1992 - 1993 - 1994 - 1995 - 1996 - 1997    |
| Décennies des parcs de loisirs : 1960 - 1970 - 1980 - 1990 - 2000 - 2010 - 2020 |

## Parcs d'attractions

### Ouverture
- Parque España-Shima Spain Village ( Japon)
- Pernambuco Playcenter ( Brésil)
- Walibi Flevo ( Pays-Bas)[1] connu aujourd'hui sous le nom Walibi Holland.

### Changement de nom
- Euro Disneyland devient Disneyland Paris ( France)
- Opryland USA devient Opryland Themepark ( États-Unis)

## Événements
- Universal Studios Florida ( États-Unis) reçoit l'Applause Award au titre de meilleur parc de loisirs du monde.

## Attractions
Ces listes sont non exhaustives.

### Montagnes russes

#### Délocalisations
| Nom               | Type/modèle     | Constructeur      | Parc                        | Pays     | Anciennement                    |
| ----------------- | --------------- | ----------------- | --------------------------- | -------- | ------------------------------- |
| Cascabel          | Navette         | Anton Schwarzkopf | La Feria Chapultepec Mágico | Mexique  | Laser Loop à Kennywood          |
| Coléoz'Arbres     | Assise/Jet Star | Anton Schwarzkopf | Parc Bagatelle              | France   | Cortina Bob au Prater de Vienne |
| Corkscrew         | Assise/MK-1200  | Vekoma            | Playland                    | Canada   | Screamer à Boblo Island         |
| Lost City of Gold | Assise          | Soquet            | Sunway Lagoon               | Malaisie | Bayern Express à Nigloland      |

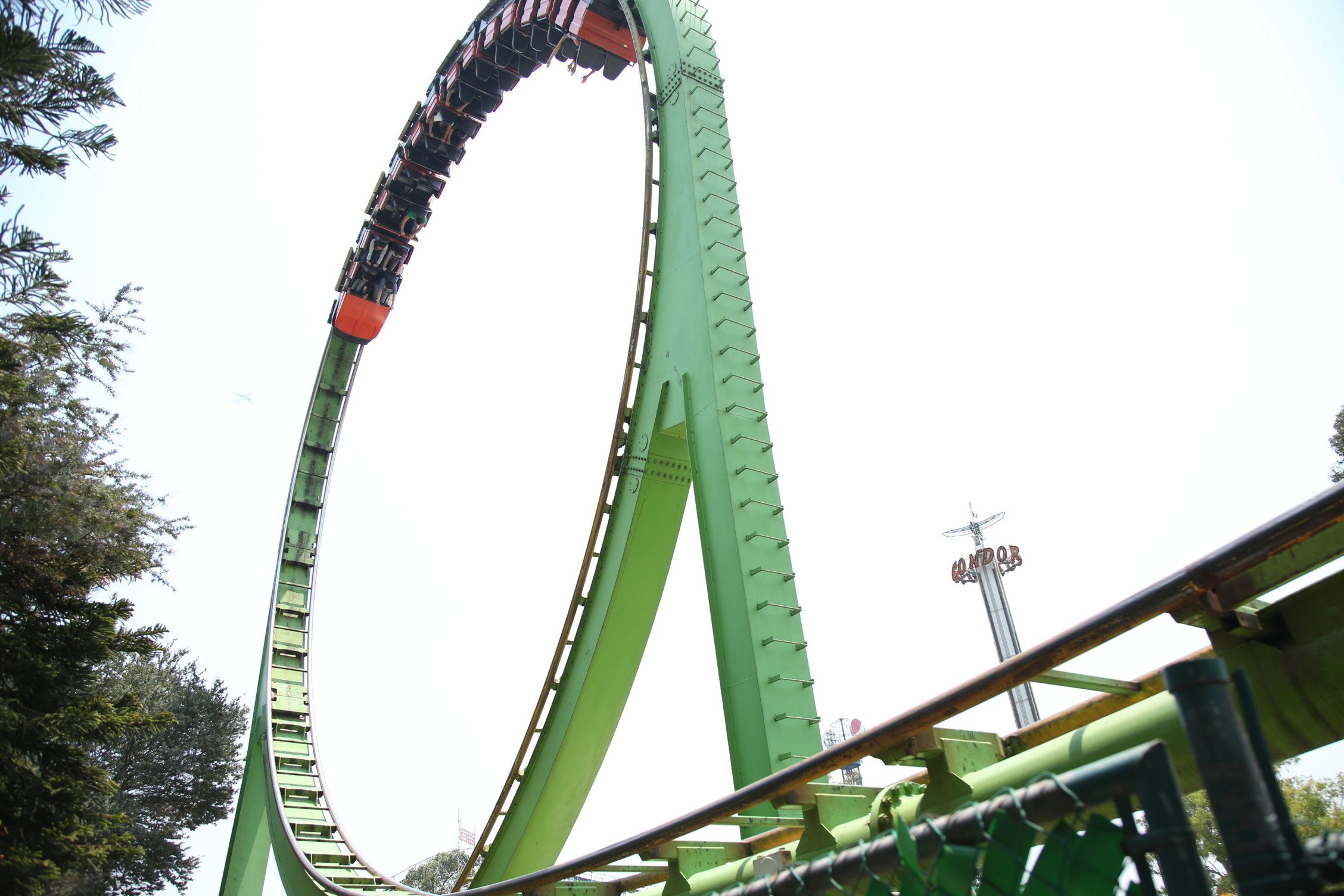
Cascabel à La Feria Chapultepec Mágico
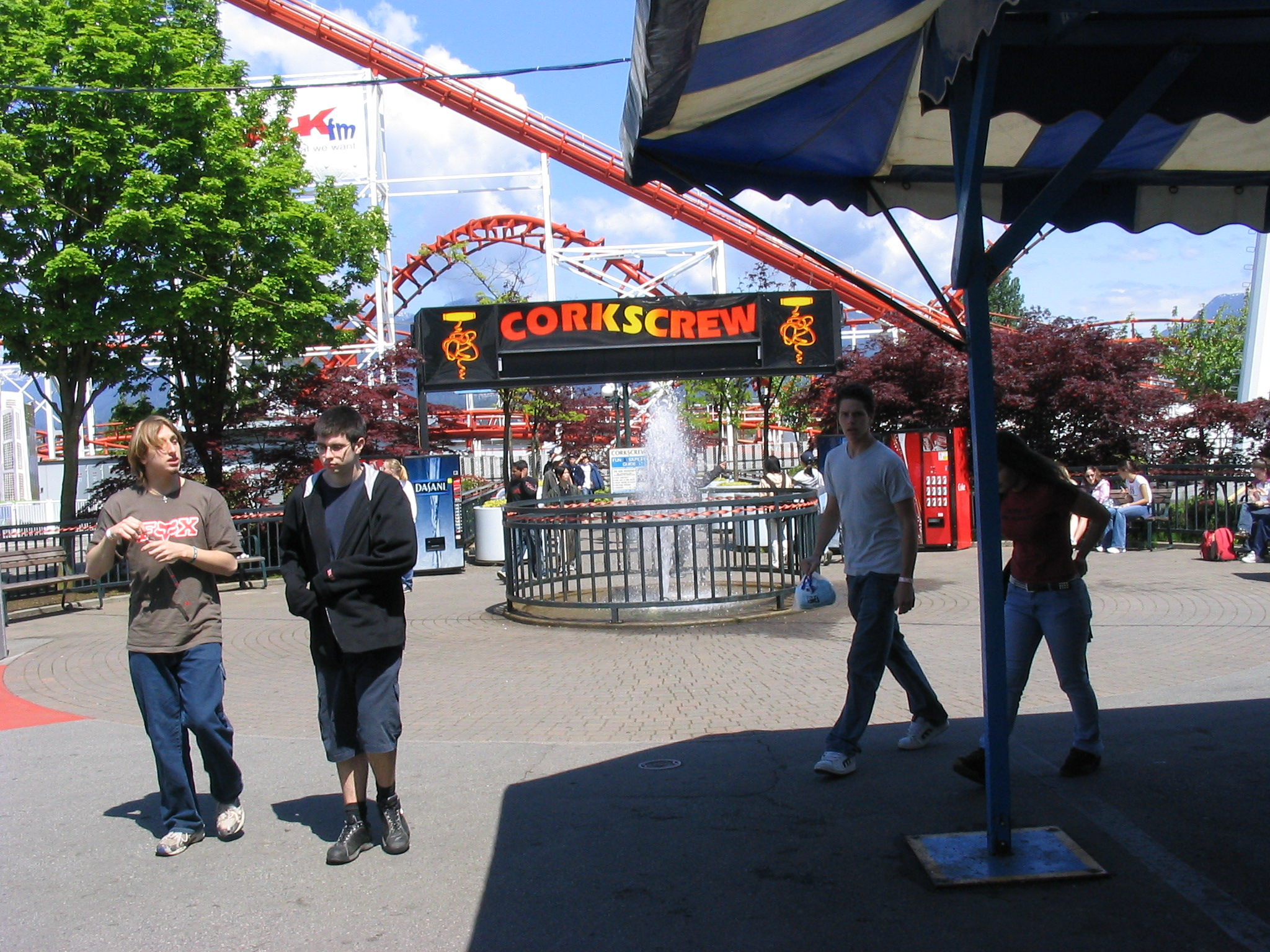
Corkscrew à Playland

#### Nouveautés
| Nom                                 | Type/modèle            | Constructeur                  | Parc                              | Pays        |
| ----------------------------------- | ---------------------- | ----------------------------- | --------------------------------- | ----------- |
| Batman: The Ride                    | Inversée               | Bolliger & Mabillard          | Six Flags Magic Mountain          | États-Unis  |
| Casey Jr - Le petit train du cirque | E-Powered              | Vekoma                        | Parc Disneyland                   | France      |
| Comet                               | Bois                   | Philadelphia Toboggan Company | The Great Escape                  | États-Unis  |
| Desperado                           | Hyper montagnes russes | Arrow                         | Buffalo Bill's                    | États-Unis  |
| Diavlo                              | Inversée               | Bolliger & Mabillard          | Himeji Central Park               | Japon       |
| Dragon                              | Junior en intérieur    | Intamin                       | La Ronde                          | Canada      |
| Drehgondelbahn                      | Tournoyante            | Zierer                        | Freizeit-Land Geiselwind          | Allemagne   |
| El Condor                           | Inversée/SLC           | Vekoma                        | Walibi Flevo                      | Pays-Bas    |
| Gran Montserrat                     | Junior                 | Mack Rides                    | Parque España-Shima Spain Village | Japon       |
| Hoosier Hurricane                   | Bois                   | Custom Coasters International | Indiana Beach                     | États-Unis  |
| Hurler                              | Bois                   | International Coasters        | Paramount's Kings Dominion        | États-Unis  |
| Hurler                              | Bois                   | International Coasters        | Paramount's Carowinds             | États-Unis  |
| Le Vol d'Icare                      | Assise/Hornet          | Zierer                        | Parc Astérix                      | France      |
| Megablitz                           | Assise                 | Vekoma                        | Prater de Vienne                  | Autriche    |
| Montanha Russa                      | Assise                 |                               | Mirabilandia                      | Brésil      |
| Nemesis                             | Inversée               | Bolliger & Mabillard          | Alton Towers                      | Royaume-Uni |
| Pepsi Max Big One                   | Hypercoaster           | Arrow                         | Blackpool Pleasure Beach          | Royaume-Uni |
| Raptor                              | Inversée               | Bolliger & Mabillard          | Cedar Point                       | États-Unis  |
| Roller Skater                       | Junior                 | Vekoma                        | Kentucky Kingdom                  | États-Unis  |
| Shockwave                           | Debout                 | Intamin                       | Drayton Manor                     | Royaume-Uni |
| Sky Coaster                         | Suspendues             | Vekoma                        | Dream World                       | Thaïlande   |
| Space Mountain                      | Assise                 | Vekoma                        | Dream World                       | Thaïlande   |
| Thunderbolt                         | Navette/Boomerang      | Vekoma                        | Aladdin's Kingdom                 | Qatar       |
| Titan Devenu Titan V en 2007.       | Méga montagnes russes  | Arrow                         | Space World                       | Japon       |
| White Canyon                        | Bois                   | RCCA/Togo                     | Yomiuri Land                      | Japon       |
| Zach's Zoomer                       | Bois                   | Custom Coasters International | Michigan's Adventure              | États-Unis  |

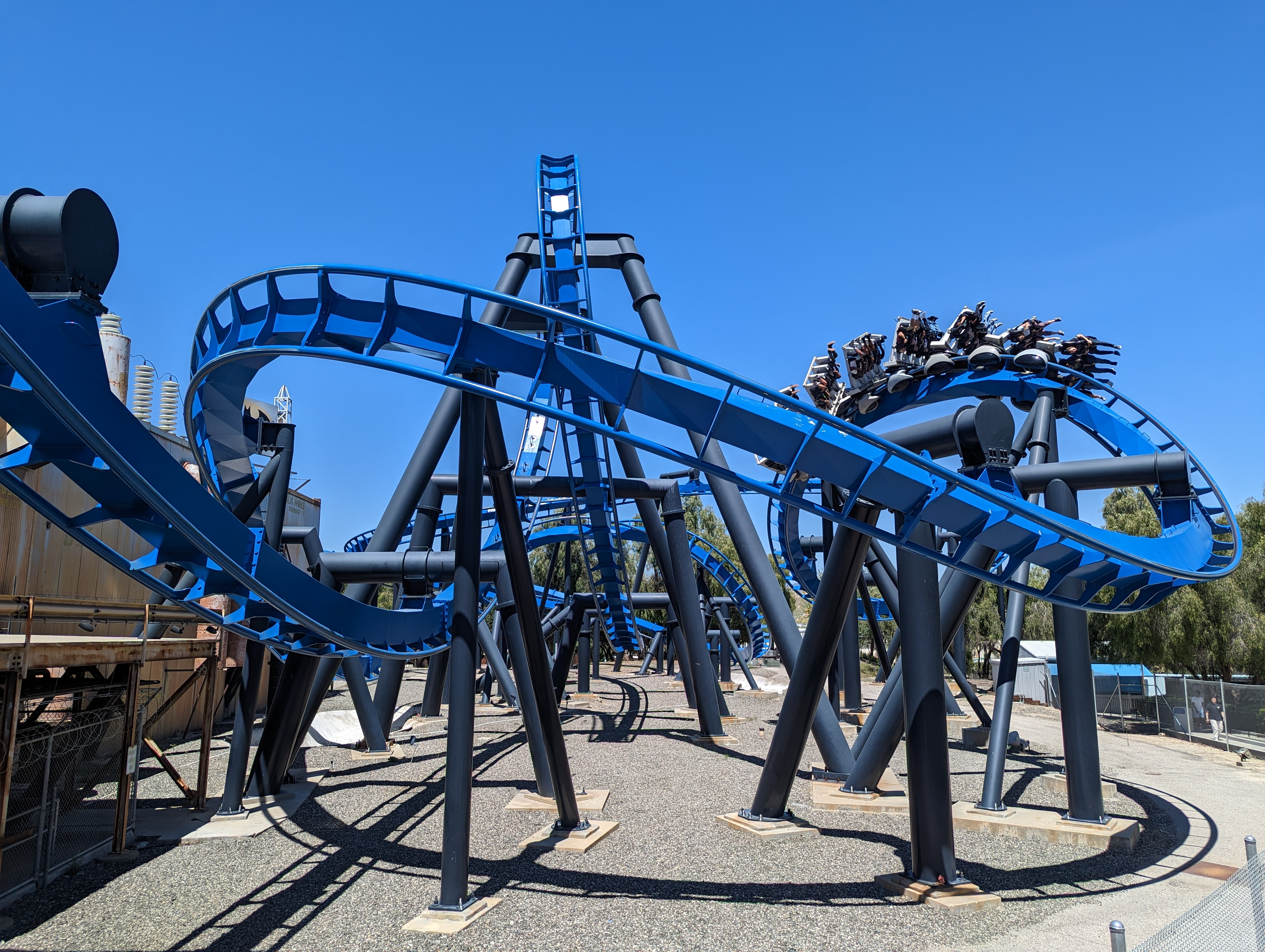
Batman: The Ride à Six Flags Magic Mountain
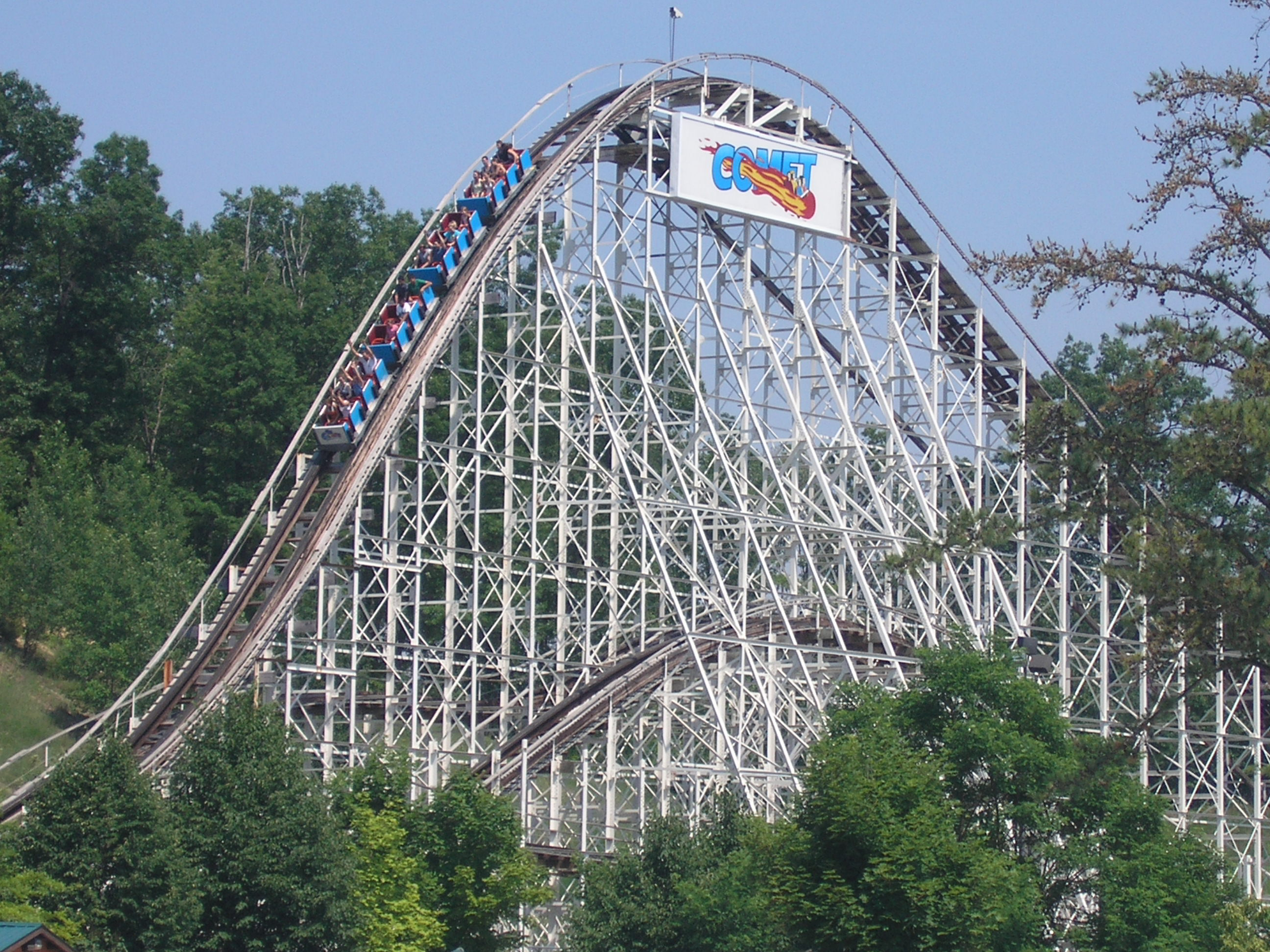
Comet de The Great Escape
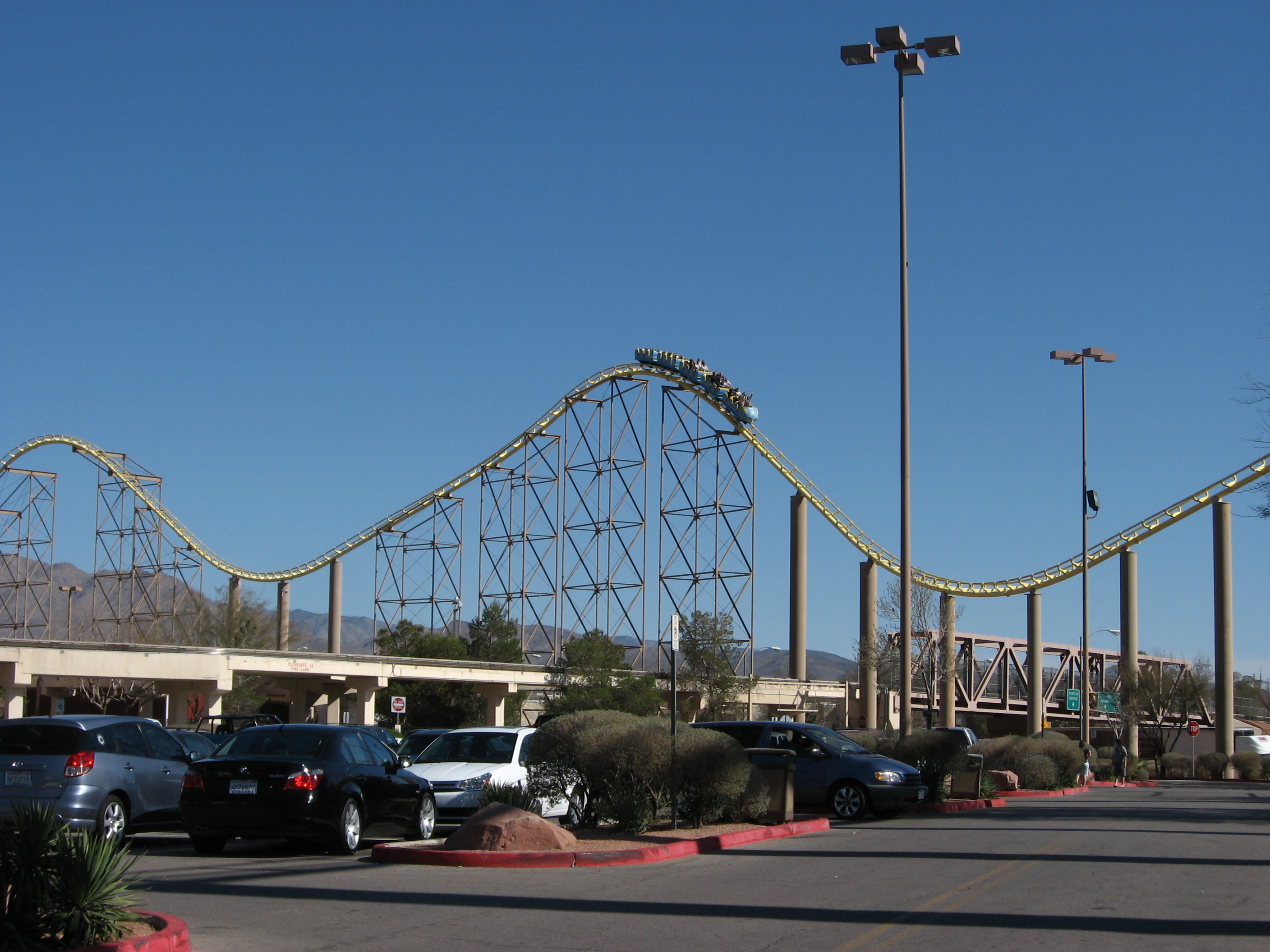
Desperado au Buffalo Bill's
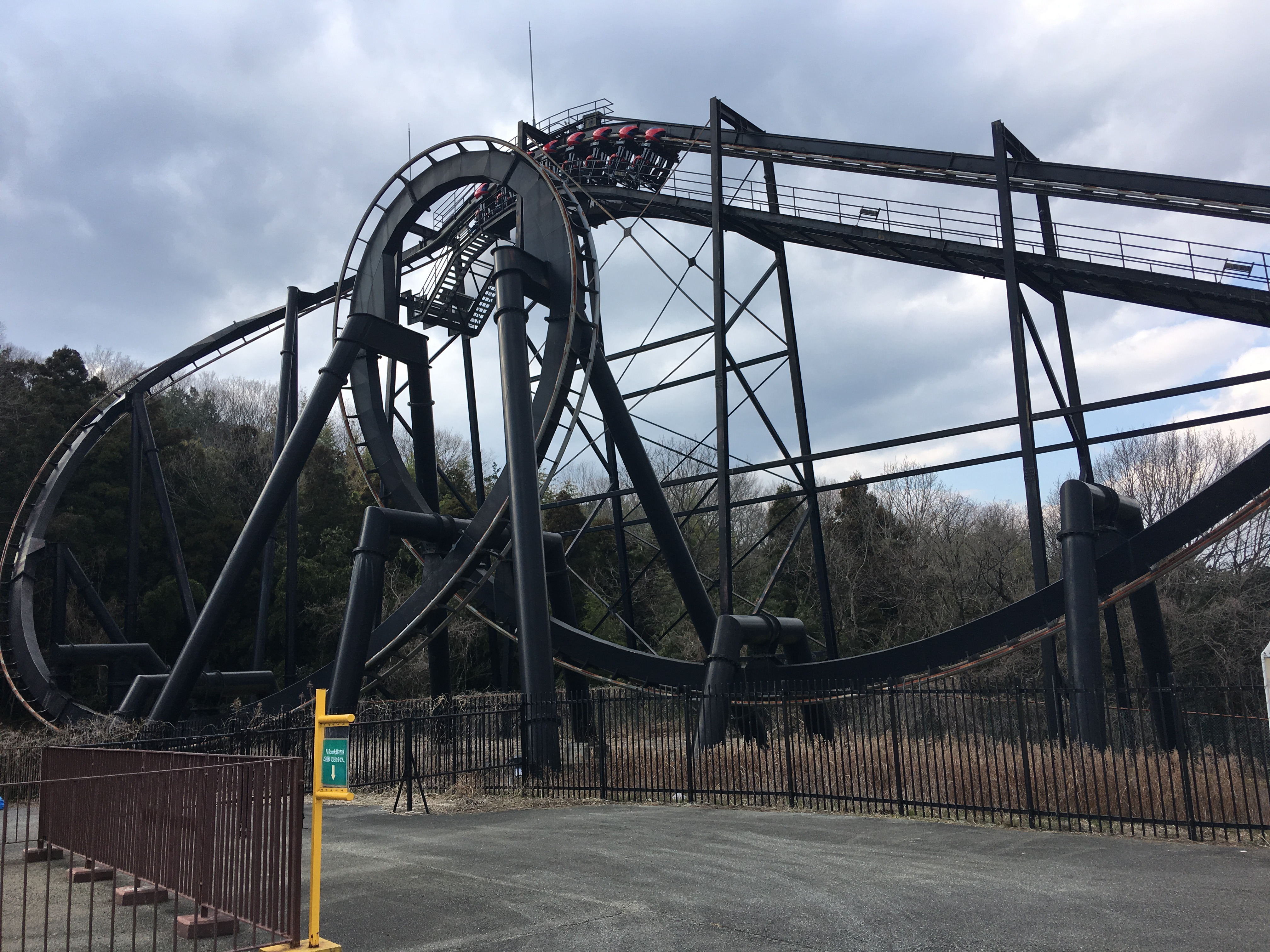
Diavlo à Himeji Central Park
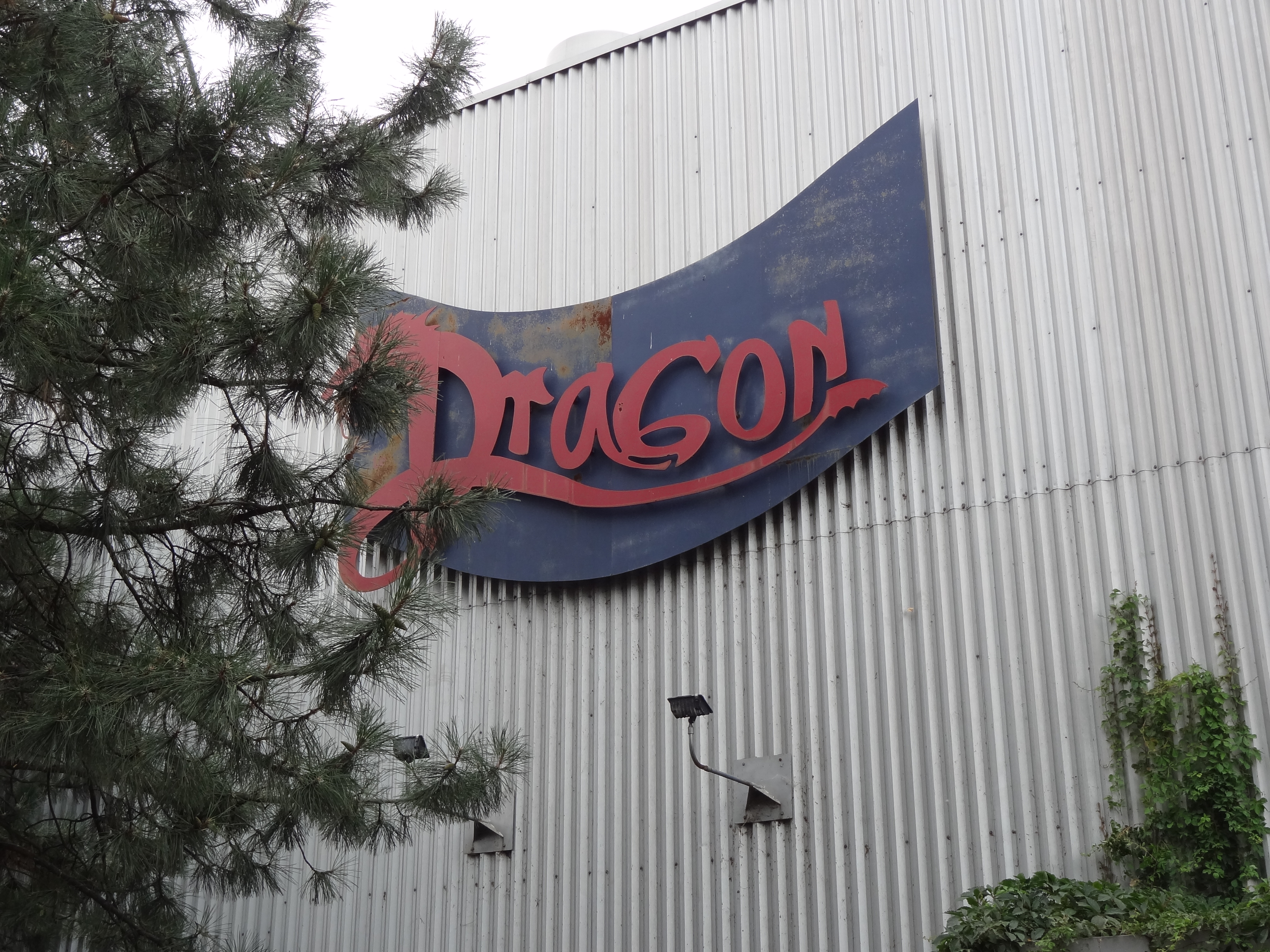
Dragon à La Ronde
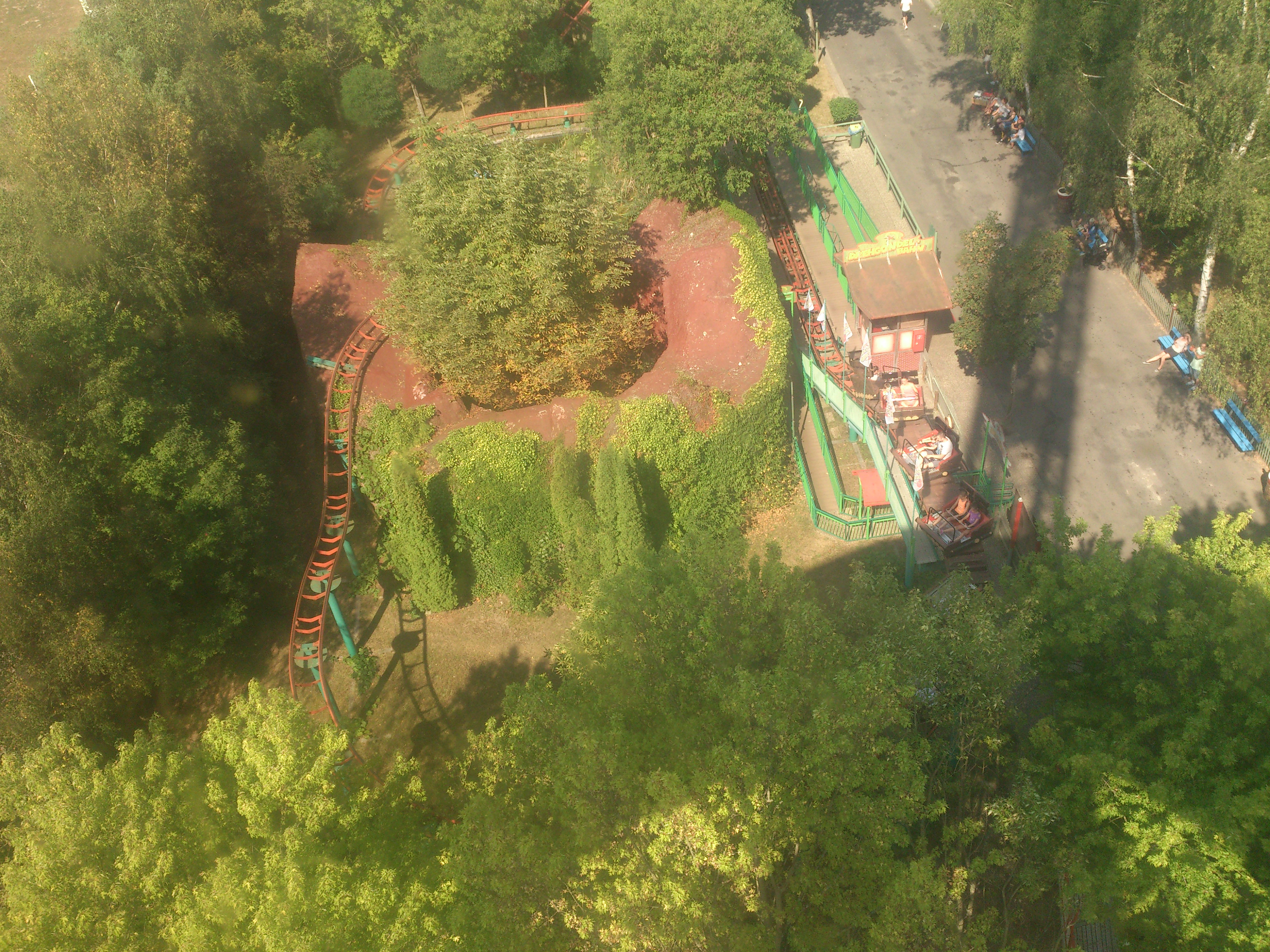
Drehgondelbahn à Freizeit-Land Geiselwind
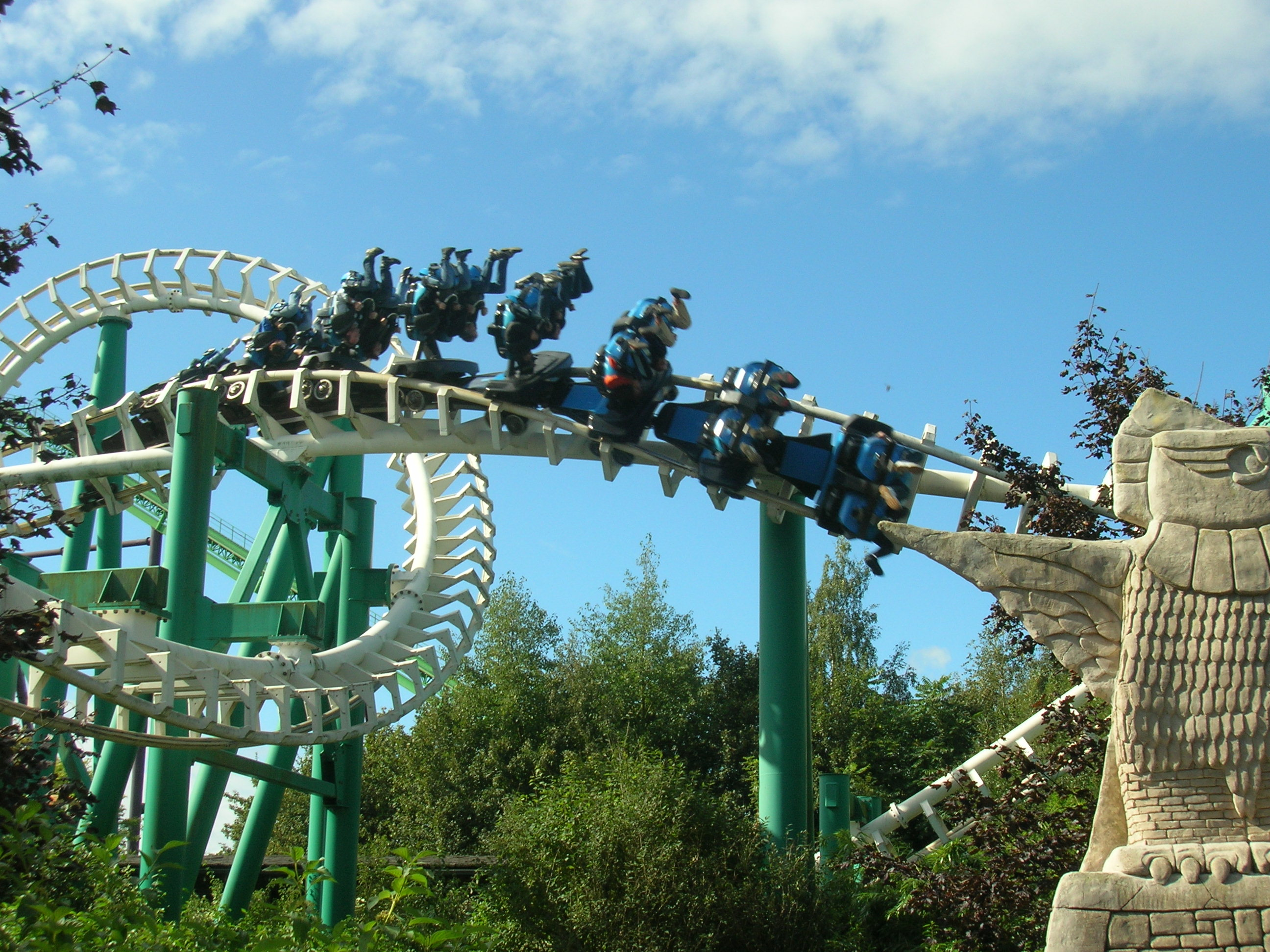
El Condor à Walibi Flevo
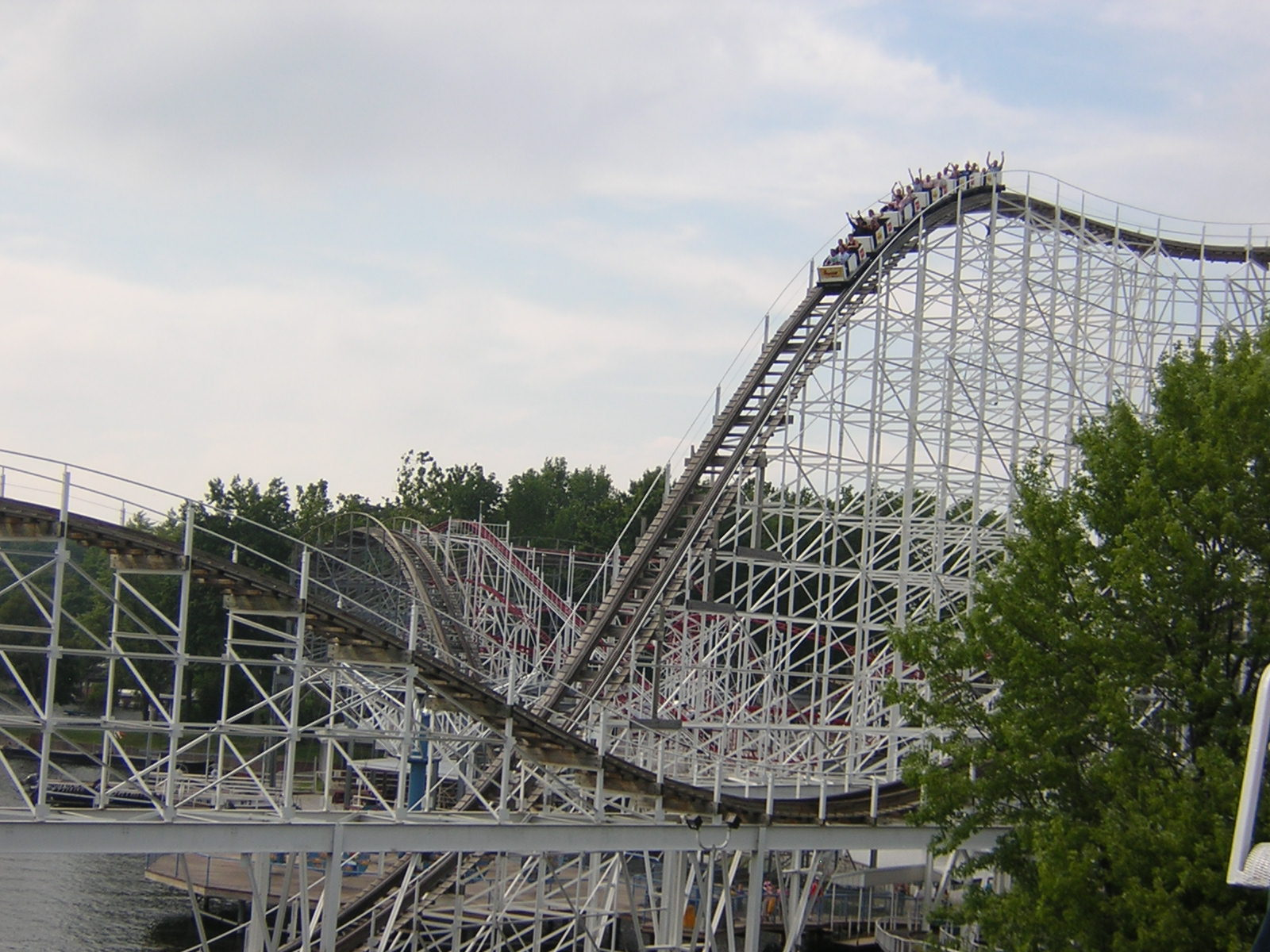
Hoosier Hurricane à Indiana Beach
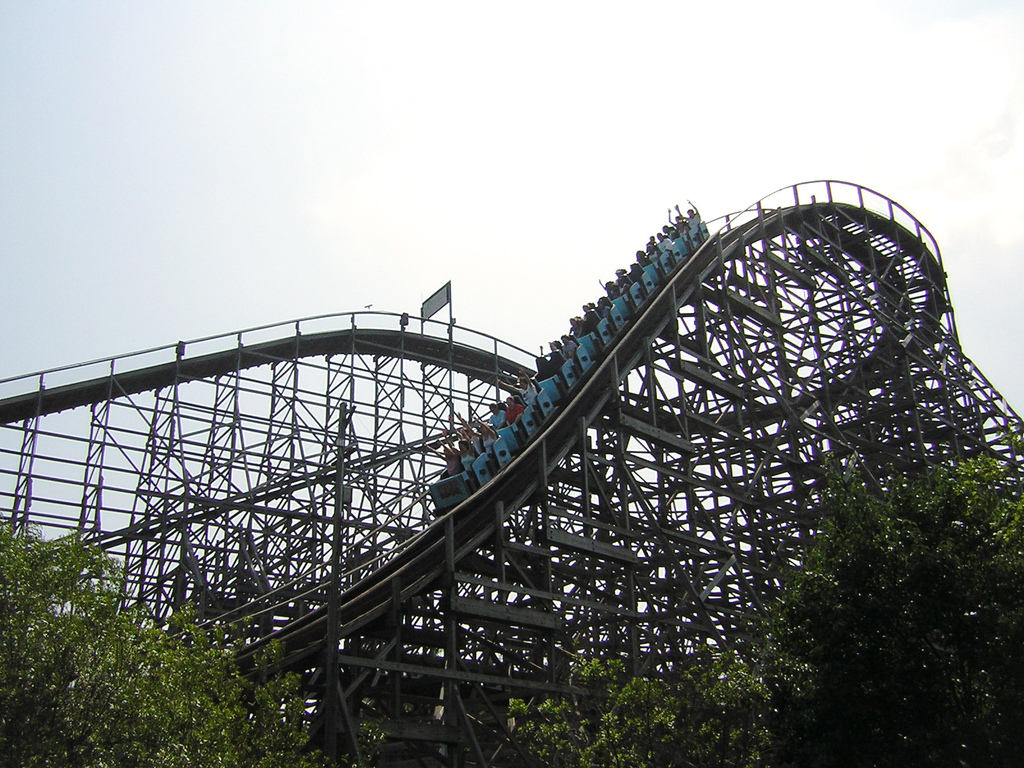
Hurler à Paramount's Kings Dominion
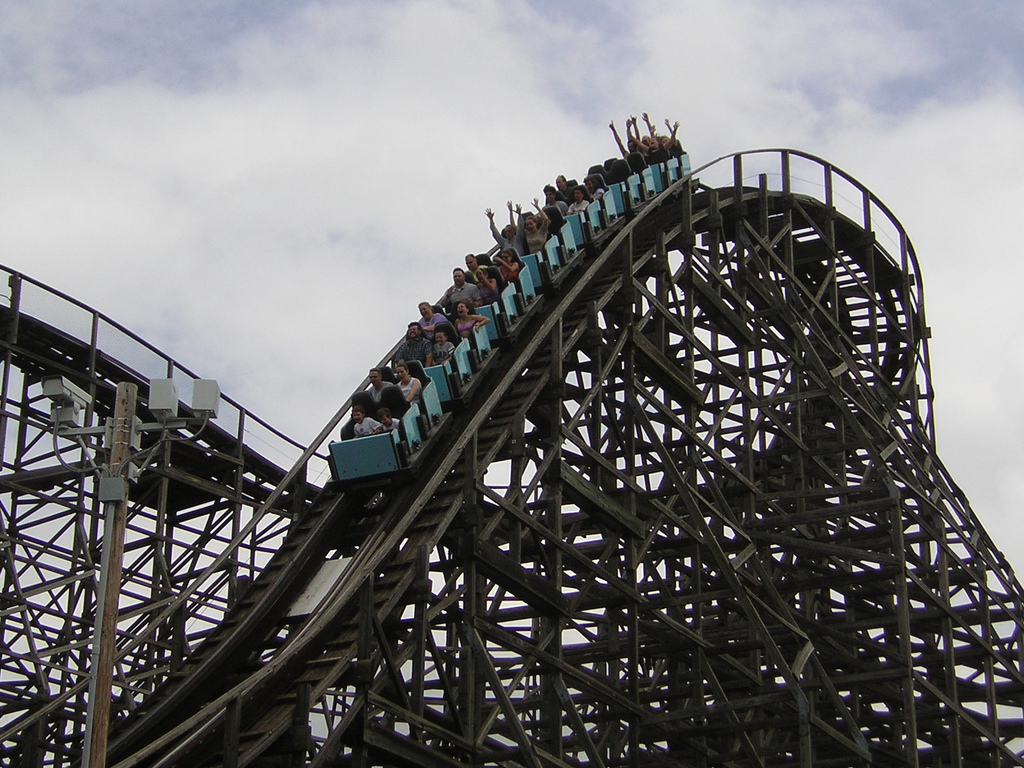
Hurler à Paramount's Carowinds
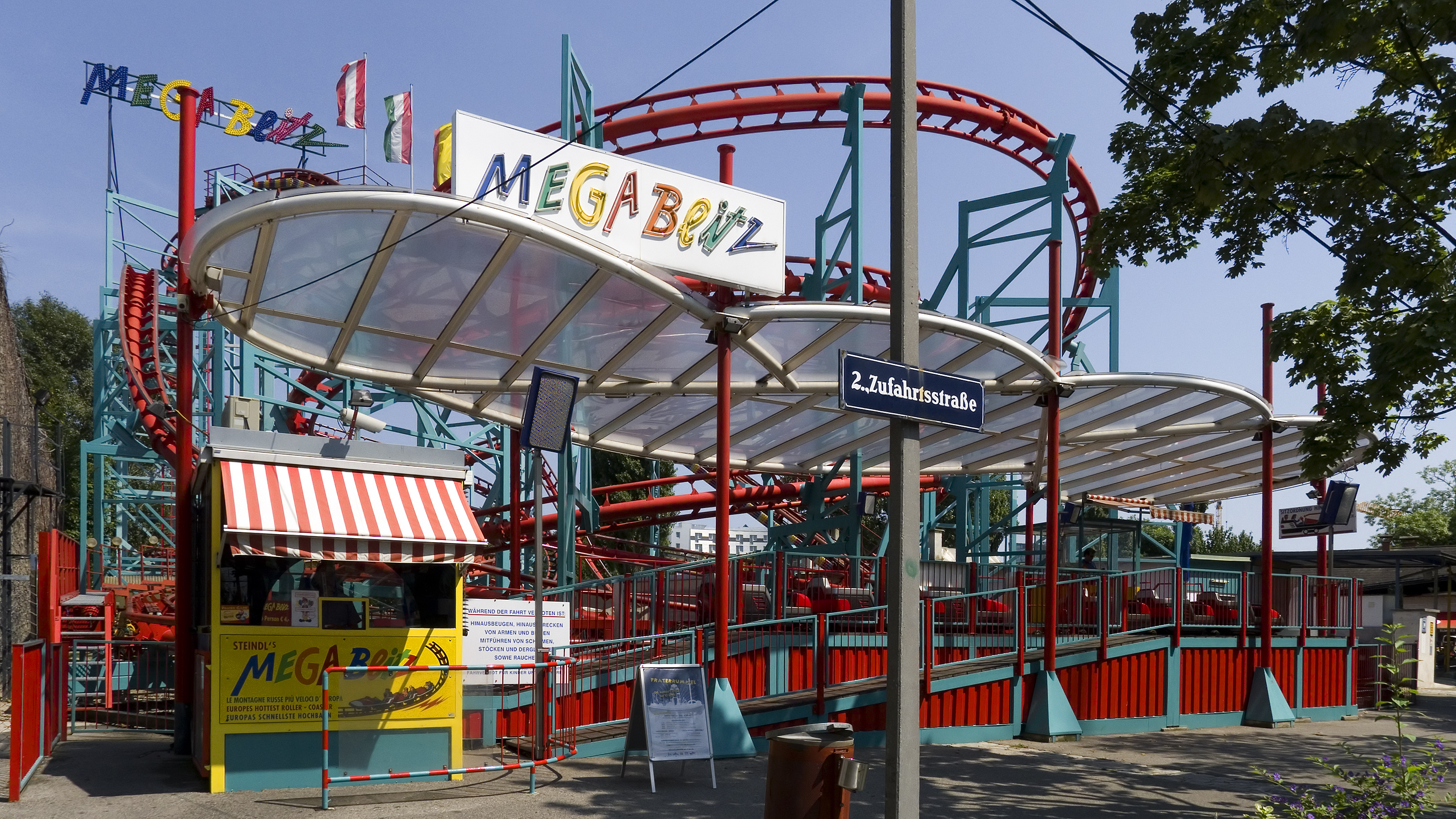
Megablitz au Prater de Vienne
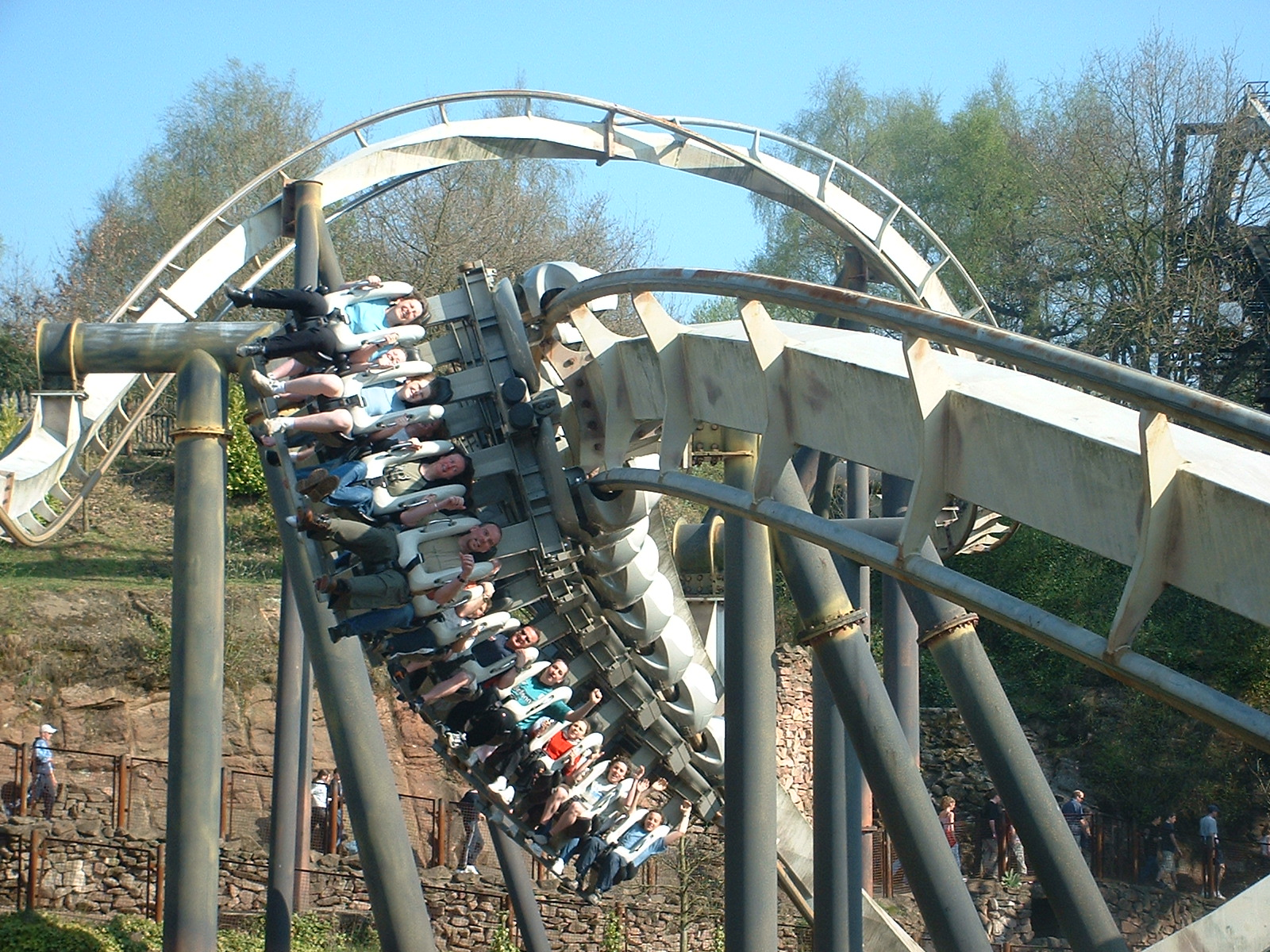
Nemesis à Alton Towers
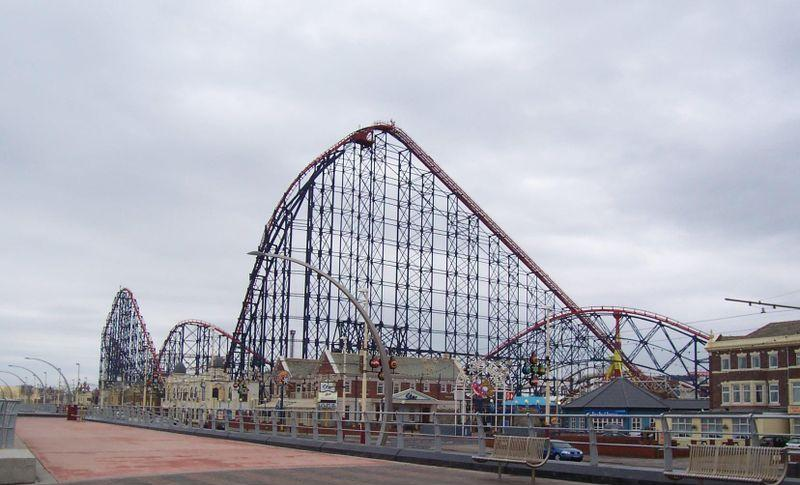
Pepsi Max Big One à Blackpool Pleasure Beach
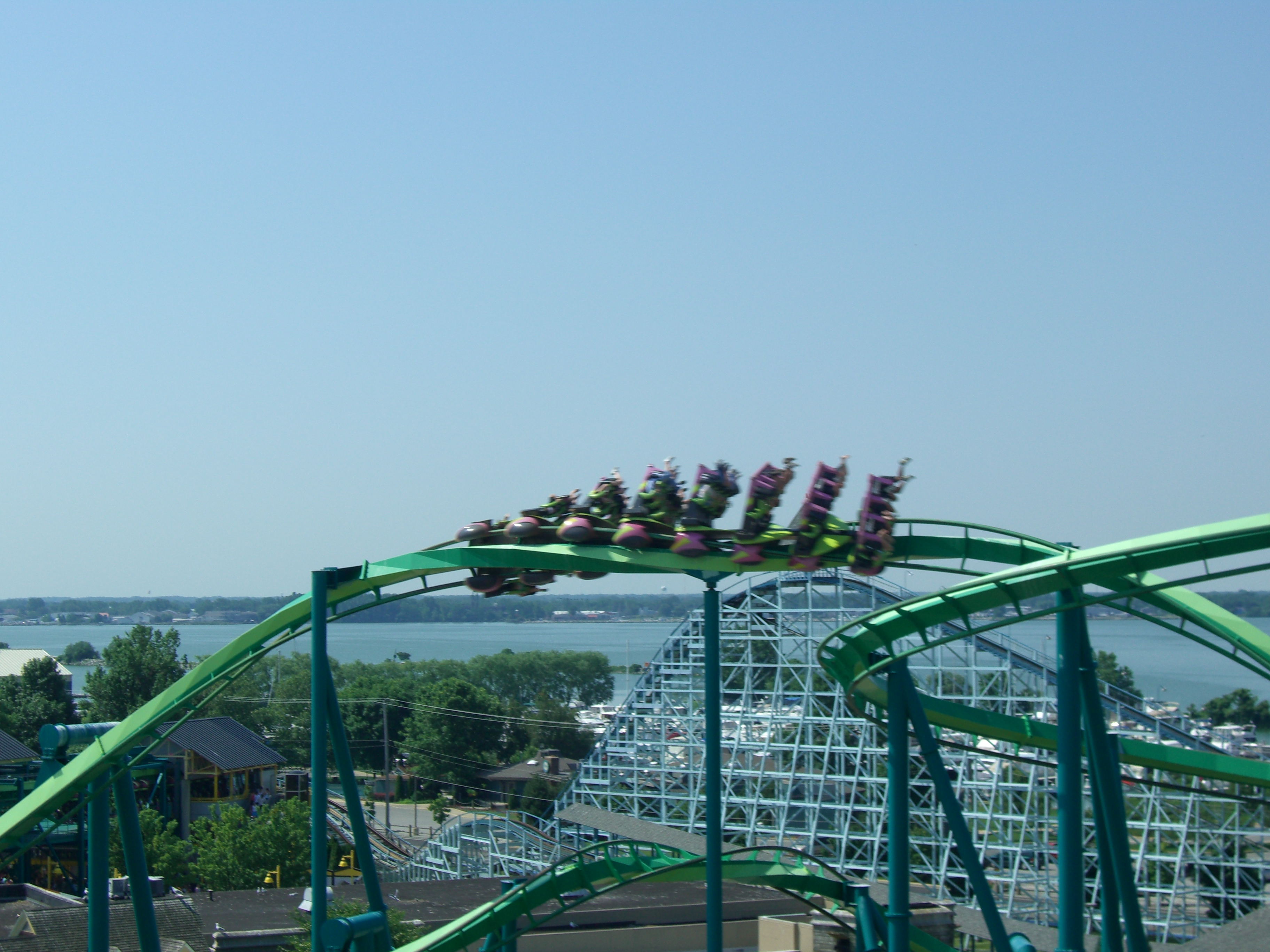
Raptor à Cedar Point
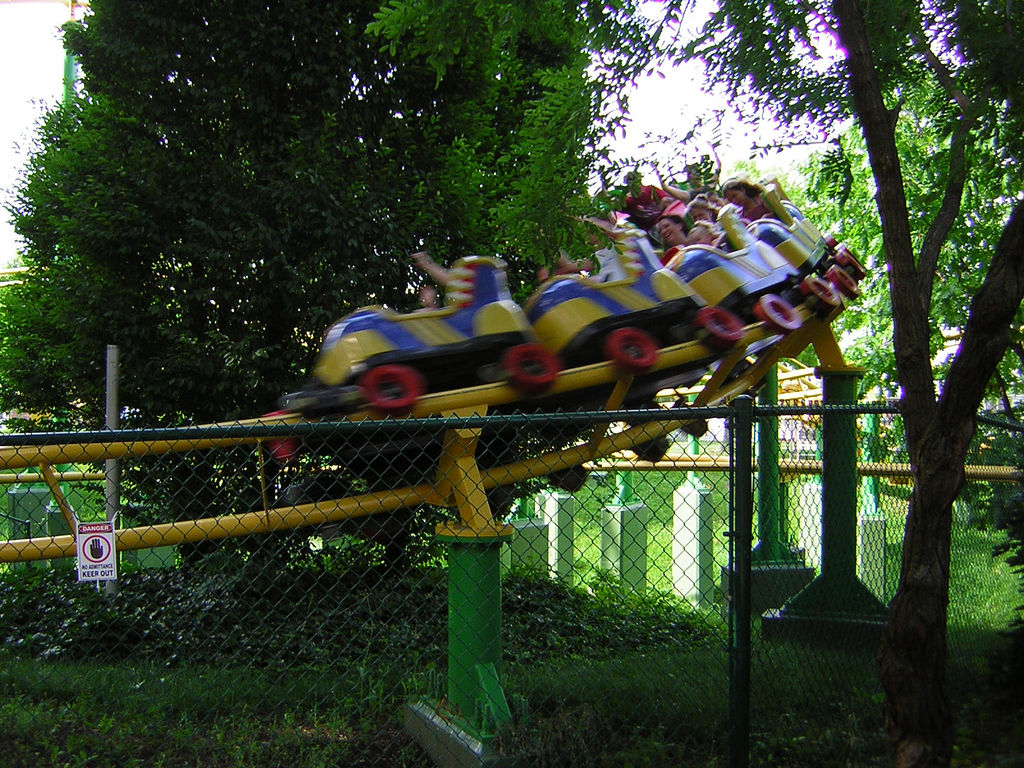
Roller Skater à Kentucky Kingdom
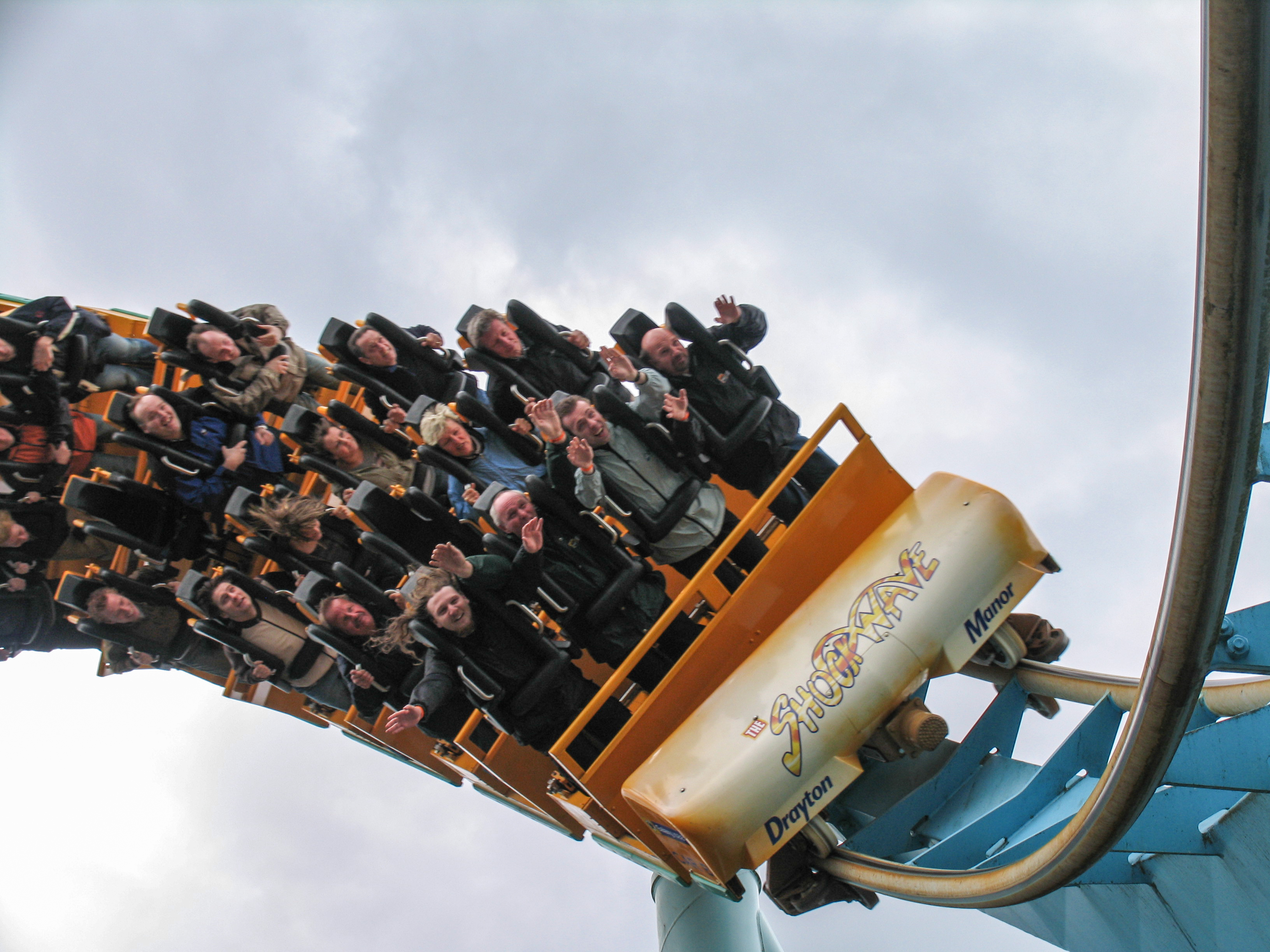
Shockwave à Drayton Manor
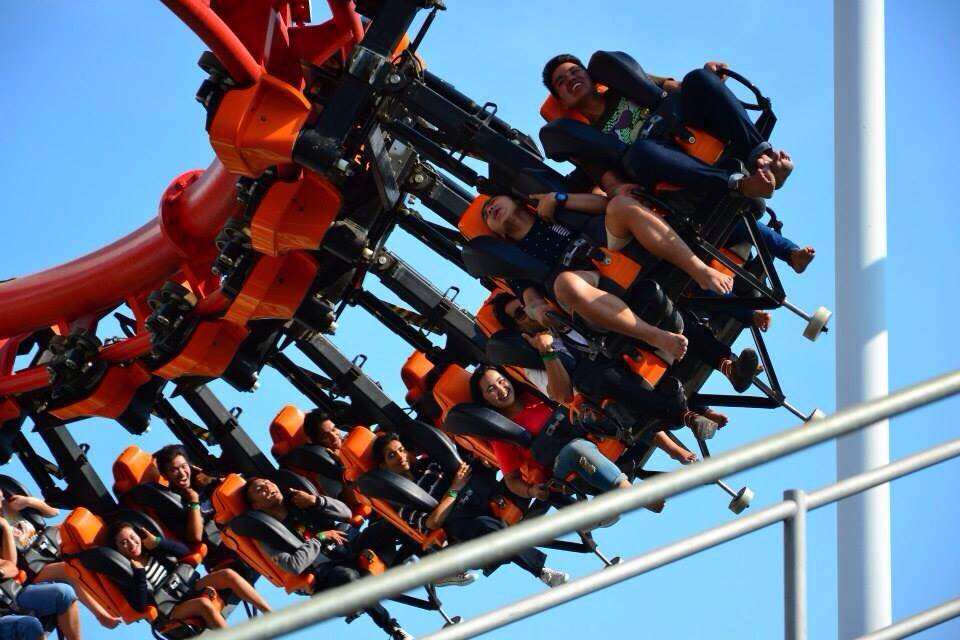
Sky Coaster à Dream World
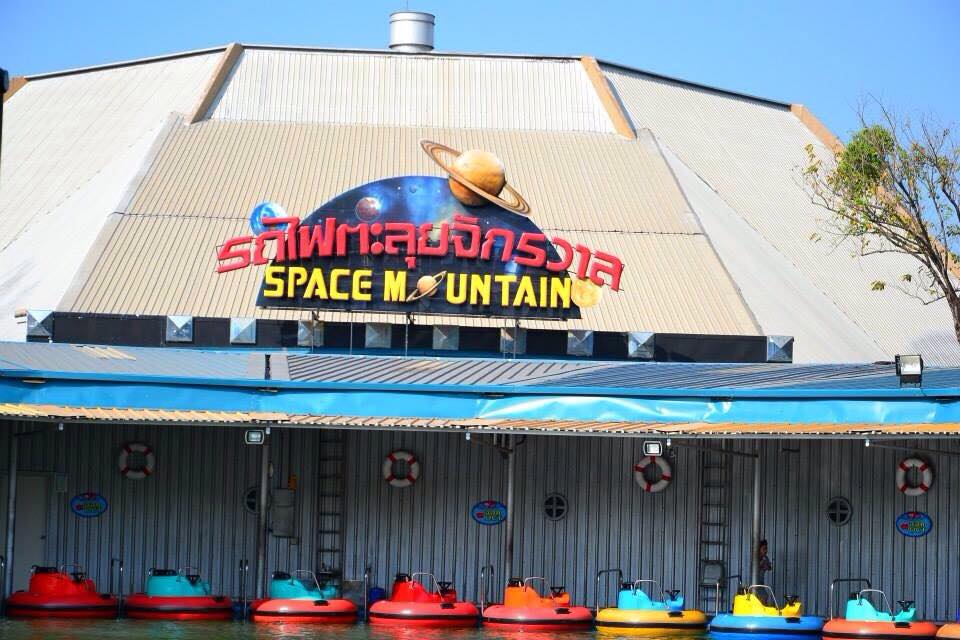
Space Mountains à Dream World
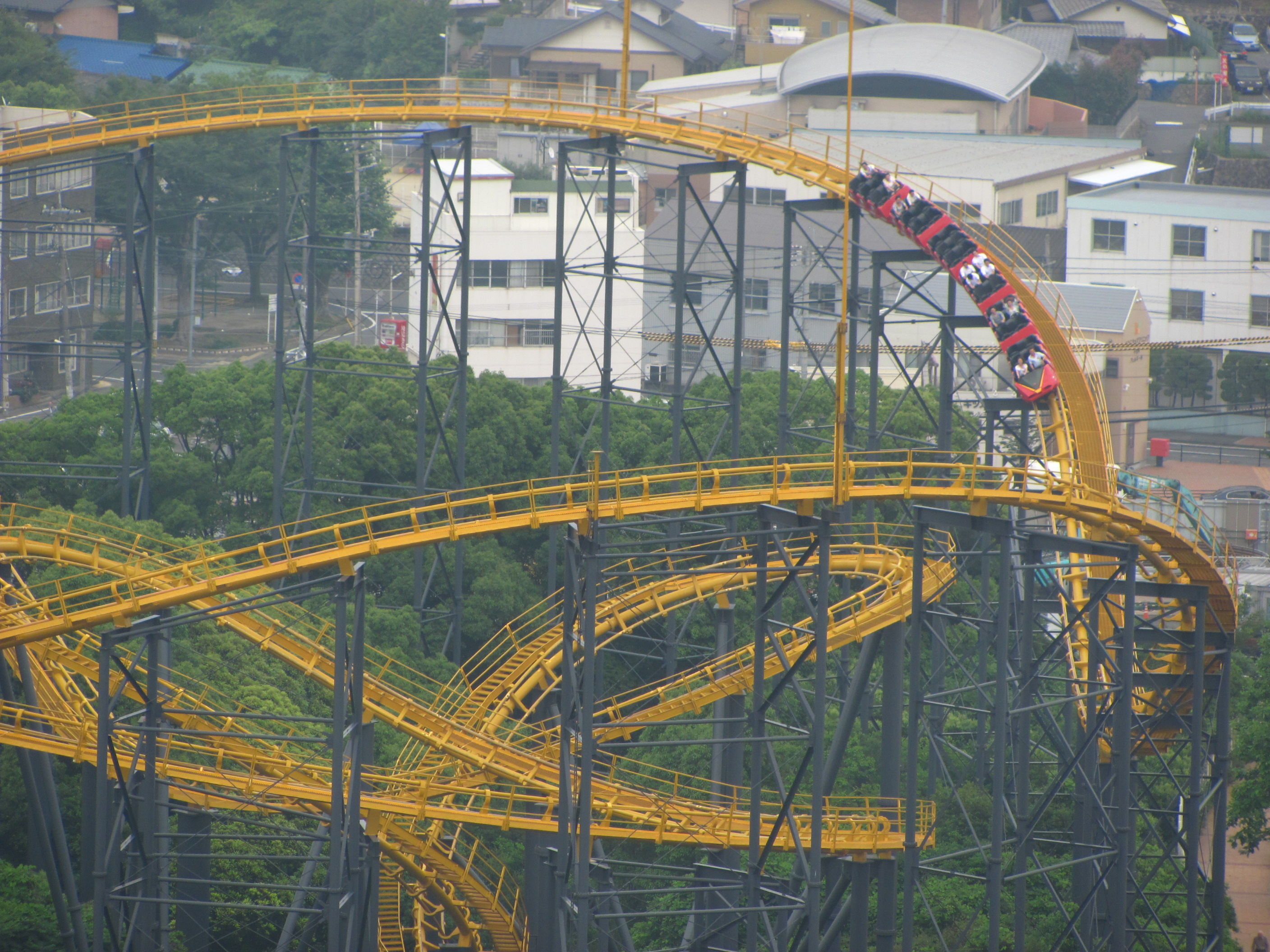
Titan V à Space World
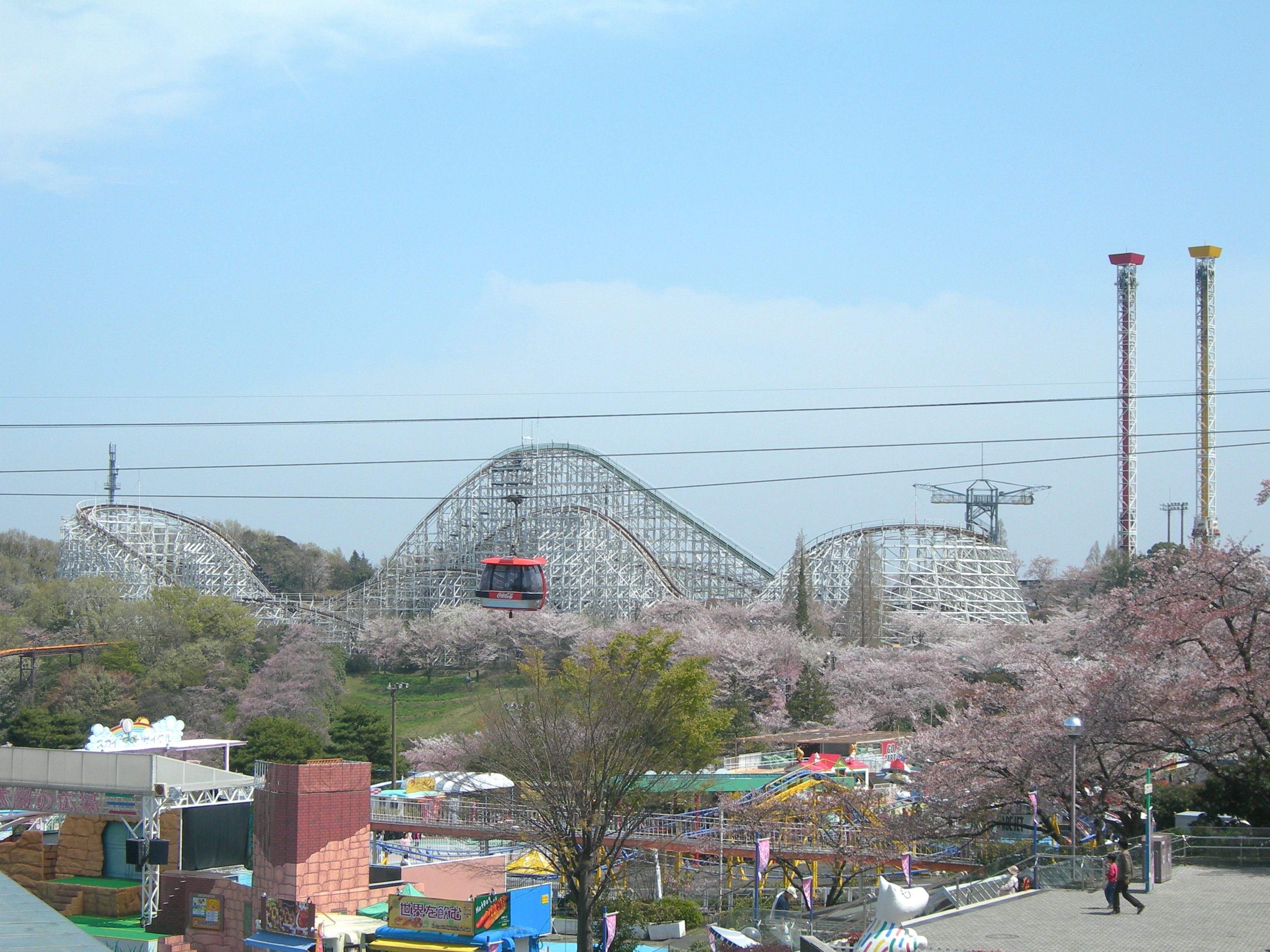
White Canyon à Yomiuri Land
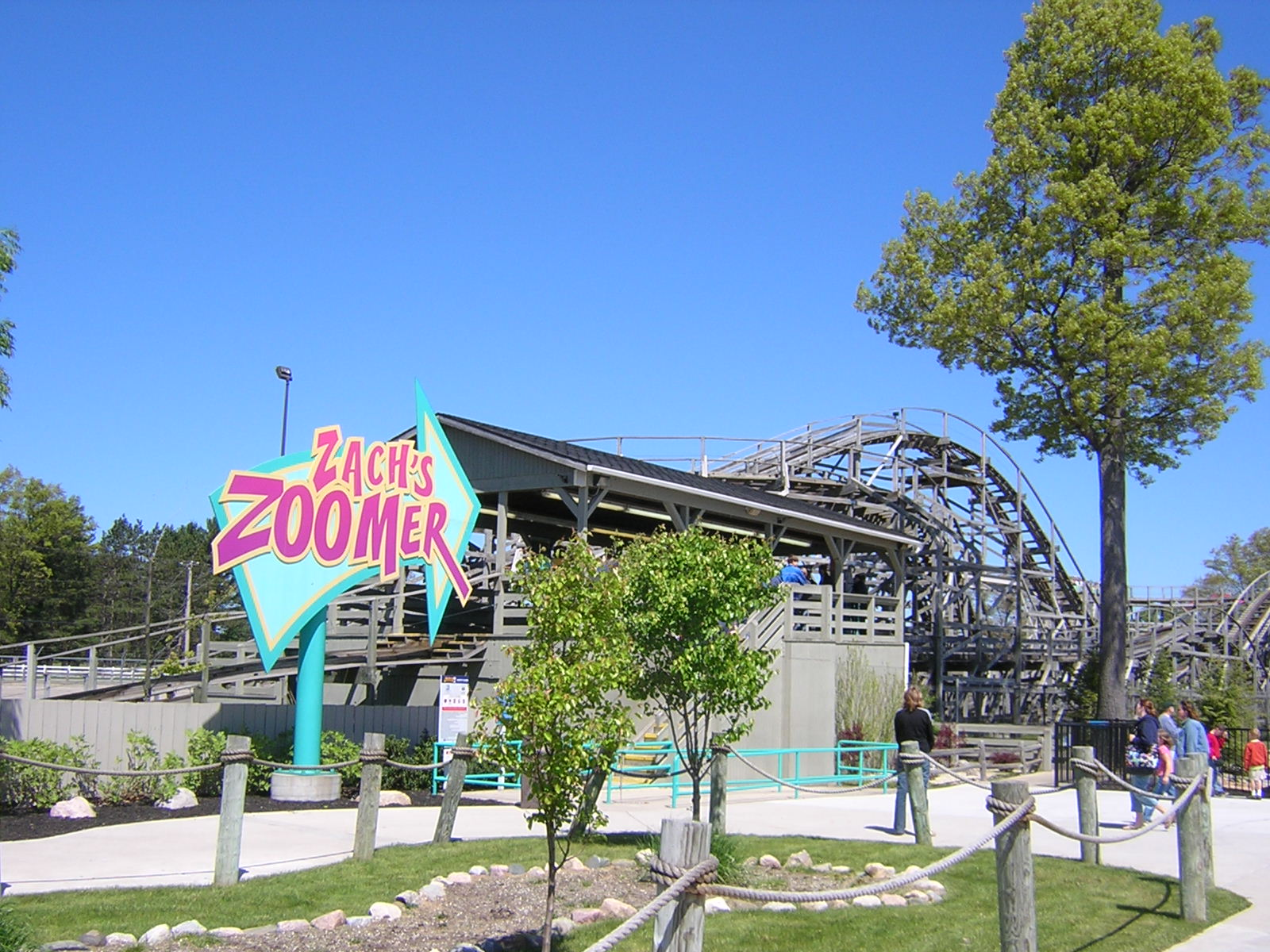
Zach's Zoomer à Michigan's Adventure

### Autres attractions
| Nom                                             | Type                                 | Constructeur             | Parc                               | Pays        |
| ----------------------------------------------- | ------------------------------------ | ------------------------ | ---------------------------------- | ----------- |
| Aladin                                          | Sièges Suspendus                     | Technical Park           | Parc du Bocasse                    | France      |
| Astro Orbiter                                   | Manège d'avions                      | Walt Disney Imagineering | Magic Kingdom                      | États-Unis  |
| Bermuda Triangle                                | Shoot the Chute / Croisière scénique |                          | Sea World                          | Australie   |
| Big Canyon Rapids Ride                          | Rivière rapide en bouées             |                          | Leofoo Village Theme Park          | Chine       |
| Bounty Tower                                    | Condor                               | Huss Rides               | Holiday Park                       | Allemagne   |
| Carrousel (le)                                  | Carrousel                            | Concept 1900             | Le Pal                             | France      |
| Crazy River                                     | Bûches                               | Mack Rides               | Walibi Flevo                       | Pays-Bas    |
| El Rio Grande                                   | Rivière rapide en bouées             | Vekoma                   | Walibi Flevo                       | Pays-Bas    |
| Feria Swing                                     | Music Express                        | Mack Rides               | Europa-Park                        | Allemagne   |
| Galaxy Devenu Race for Atlantis en 2006.        | Cinéma dynamique                     | Simtec                   | Phantasialand                      | Allemagne   |
| Great Zaboom                                    | Shoot the Chute                      | Hopkins Rides            | Fuji-Q Highland                    | Japon       |
| Honey, I Shrunk The Audience                    | Cinéma 4-D                           | Walt Disney Imagineering | Epcot                              | États-Unis  |
| Hudson Bay                                      | Bateau à bascule                     | Far Fabbri               | Walibi Flevo                       | Pays-Bas    |
| Ikarus                                          | Condor                               | Huss Rides               | Freizeit-Land Geiselwind           | Allemagne   |
| Kieputin                                        | Top Spin                             | Huss Rides               | Linnanmäki                         | Finlande    |
| Kongo River                                     | Bûches                               | Van Egdom                | Hollywood & Safaripark Stukenbrock | Allemagne   |
| Le Lac des chercheurs d'or                      | Tow boat ride                        | Mack Rides               | Le Pal                             | France      |
| Le Manoir Hanté                                 | Train fantôme                        | Mack Rides               | Nigloland                          | France      |
| Les Dragons Volants                             | Monorail                             | Metallbau Emmeln         | Parc du Bocasse                    | France      |
| Los Rapidos                                     | Toboggan aquatique                   | Van Egdom                | Parc du Bocasse                    | France      |
| Mile High Falls                                 | Shoot the Chute                      | Hopkins Rides            | Kentucky Kingdom                   | États-Unis  |
| Mr Monkey's Banana Ride                         | Bateau à bascule                     | Huss Rides               | Thorpe Park                        | Royaume-Uni |
| Le Pays des Contes de Fées                      | Tow boat ride                        | Intamin                  | Disneyland Paris                   | France      |
| Rapides du Colorado                             | Toboggan aquatique                   | Van Egdom                | OK Corral                          | France      |
| Roger Rabbit's Car Toon Spin                    | Parcours scénique                    | Walt Disney Imagineering | Disneyland                         | États-Unis  |
| Riesen-Schiffschaukel                           | Bateau à bascule                     | Metallbau Emmeln         | Rasti-Land                         | Allemagne   |
| Roue panoramique                                | Grande roue                          | Zamperla                 | Fraispertuis-City                  | France      |
| Shoot the Chute                                 | Shoot the Chute                      | Hopkins Rides            | Nagashima Spa Land                 | Japon       |
| Shoot the Chute                                 | Shoot the Chute                      | Hopkins Rides            | Nagashima Spa Land                 | Japon       |
| Skycoaster                                      | Skycoaster                           | Skycoaster               | Kennywood                          | États-Unis  |
| Spøkelsesslottet                                | Parcours scénique                    |                          | Tusenfryd                          | Norvège     |
| Tidal Force                                     | Shoot the Chute                      | Hopkins Rides            | Hersheypark                        | États-Unis  |
| Toyland Tour                                    | Croisière scénique                   | Mack Rides               | Alton Towers                       | Royaume-Uni |
| Transportarium                                  | Cinéma à 360°                        | Walt Disney Imagineering | Magic Kingdom                      | États-Unis  |
| The Twilight Zone Tower of Terror               | Tour de chute                        | Walt Disney Imagineering | Disney-MGM Studios                 | États-Unis  |
| L'Univers de l'énergie                          | Parcours scénique                    | Mack Rides               | Europa-Park                        | Allemagne   |
| La Vienne Dynamique (« Pavillon de la Vienne ») | Cinéma dynamique                     | X-Largo / Intamin        | Futuroscope                        | France      |

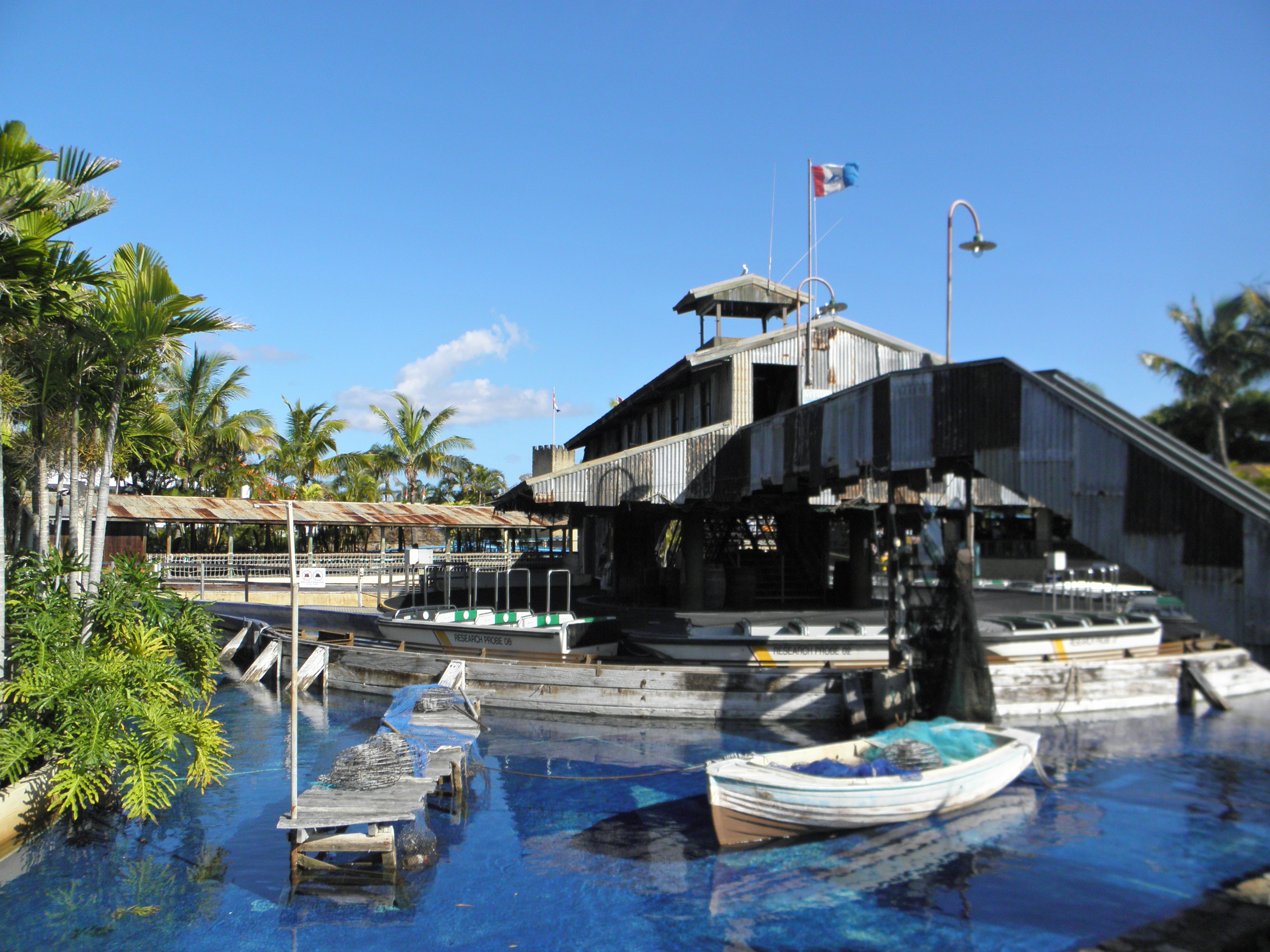
Bermuda Triangle à Sea World
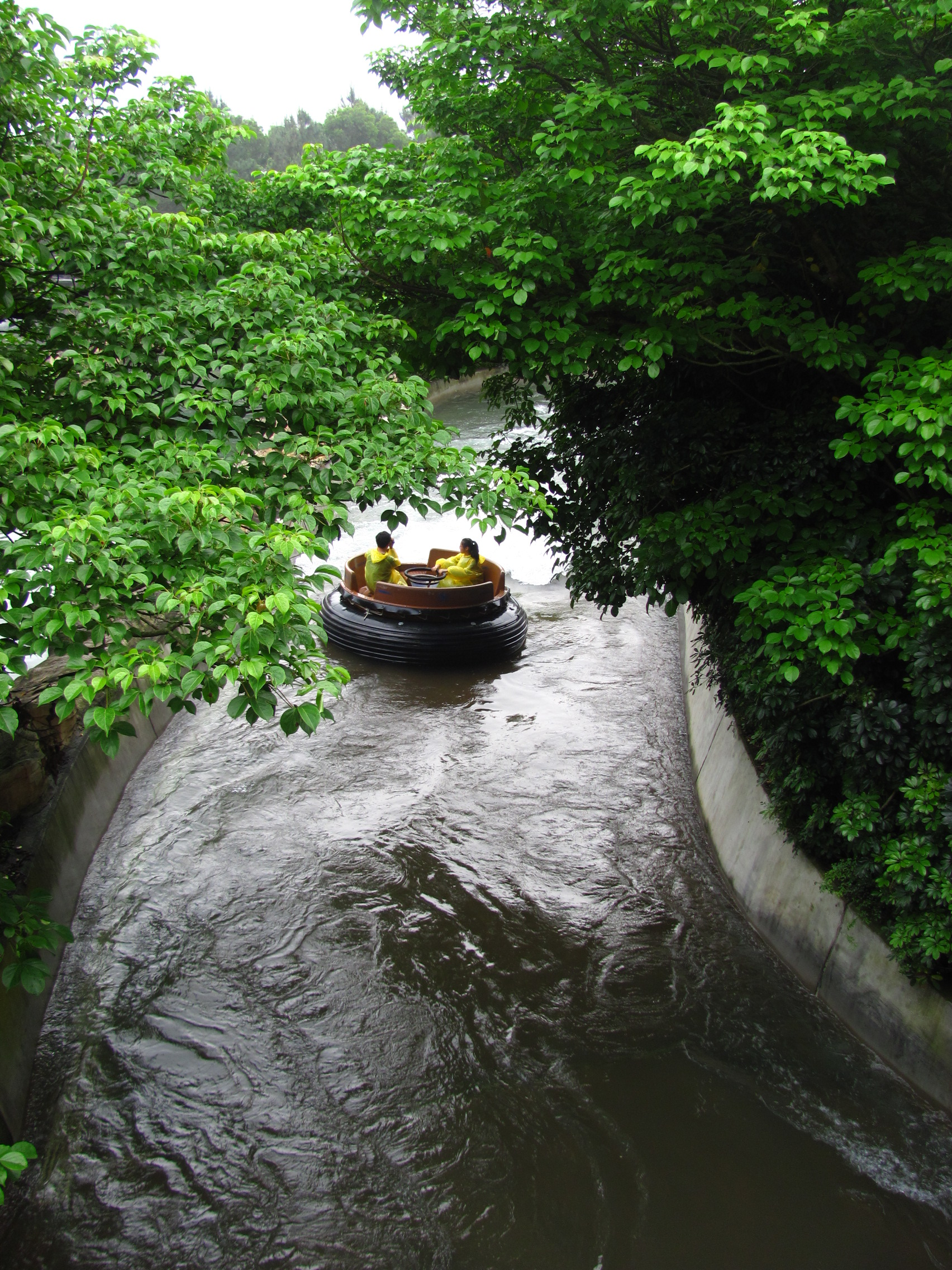
Big Canyon Rapids Ride à Leofoo Village Theme Park
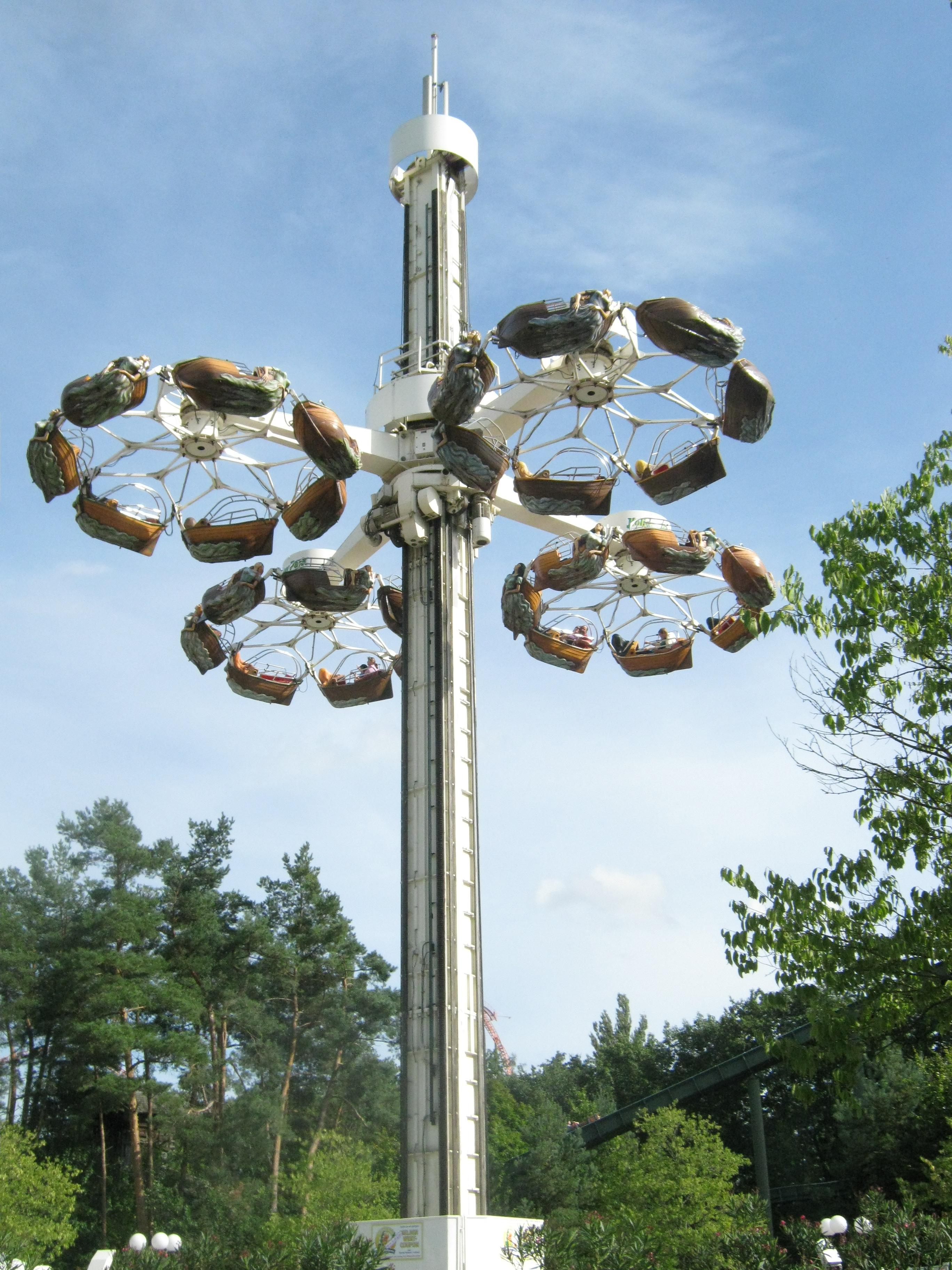
Bounty Tower à Holiday Park
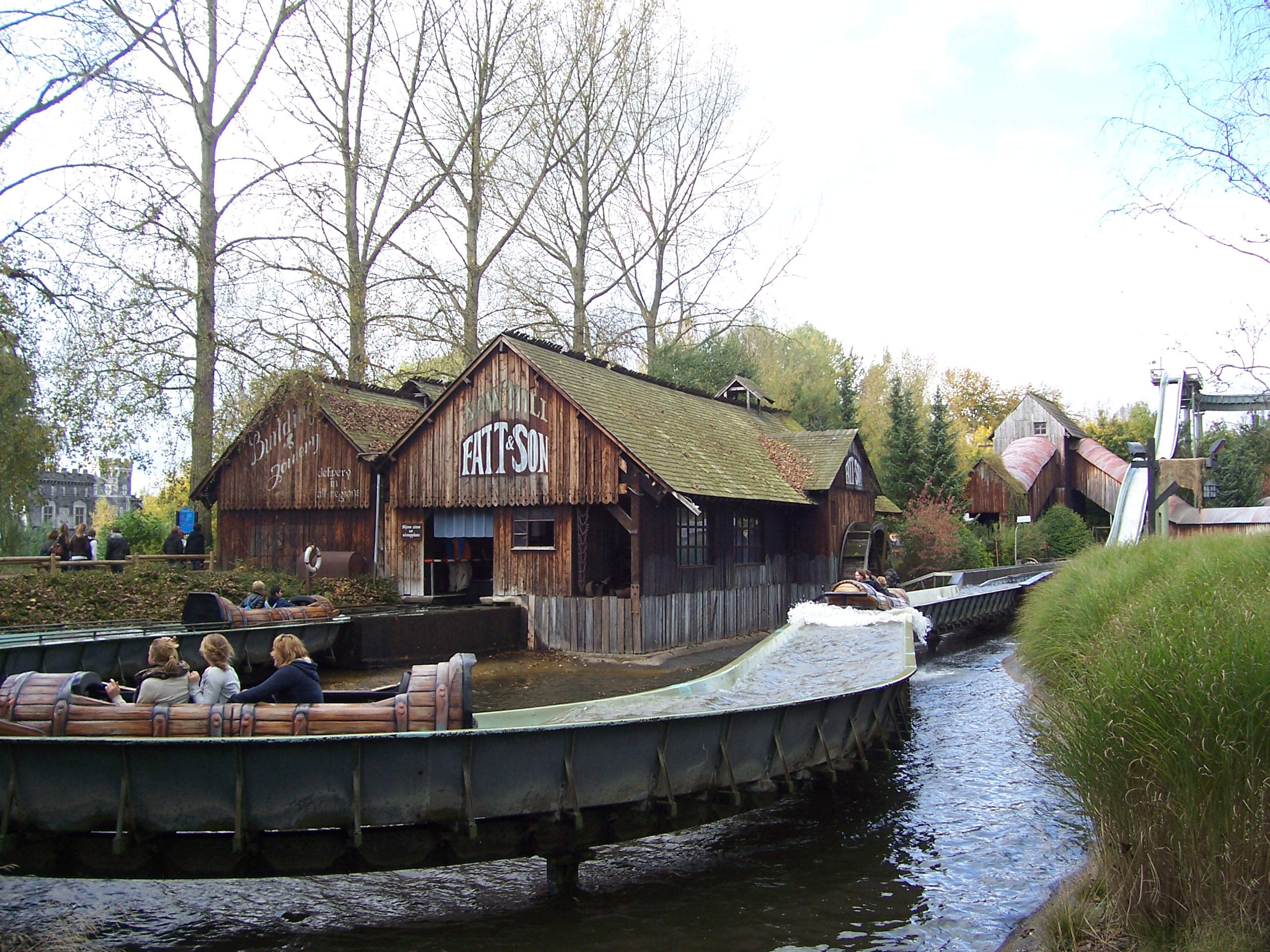
Crazy River à Walibi Flevo
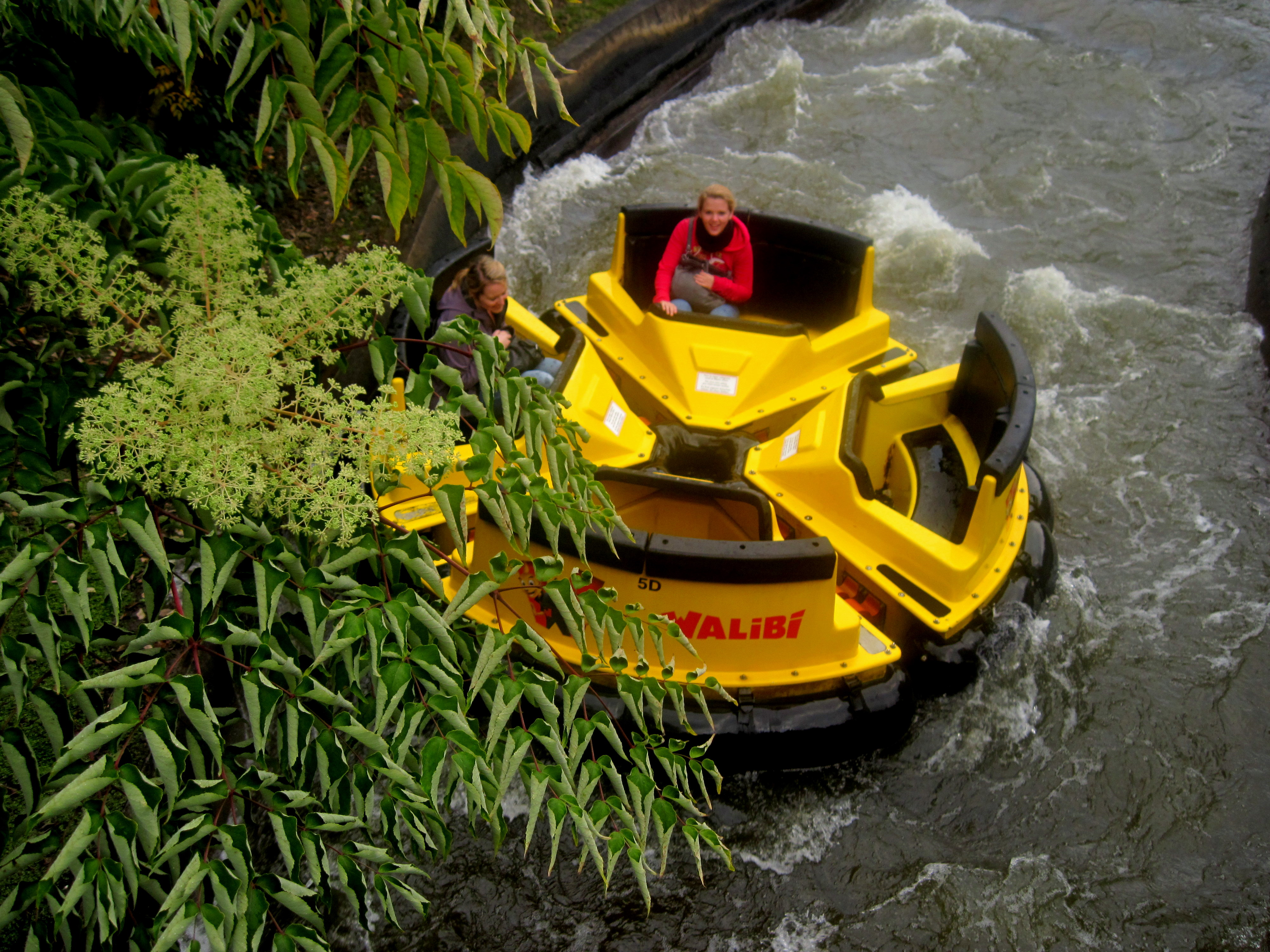
El Rio Grande à Walibi Flevo
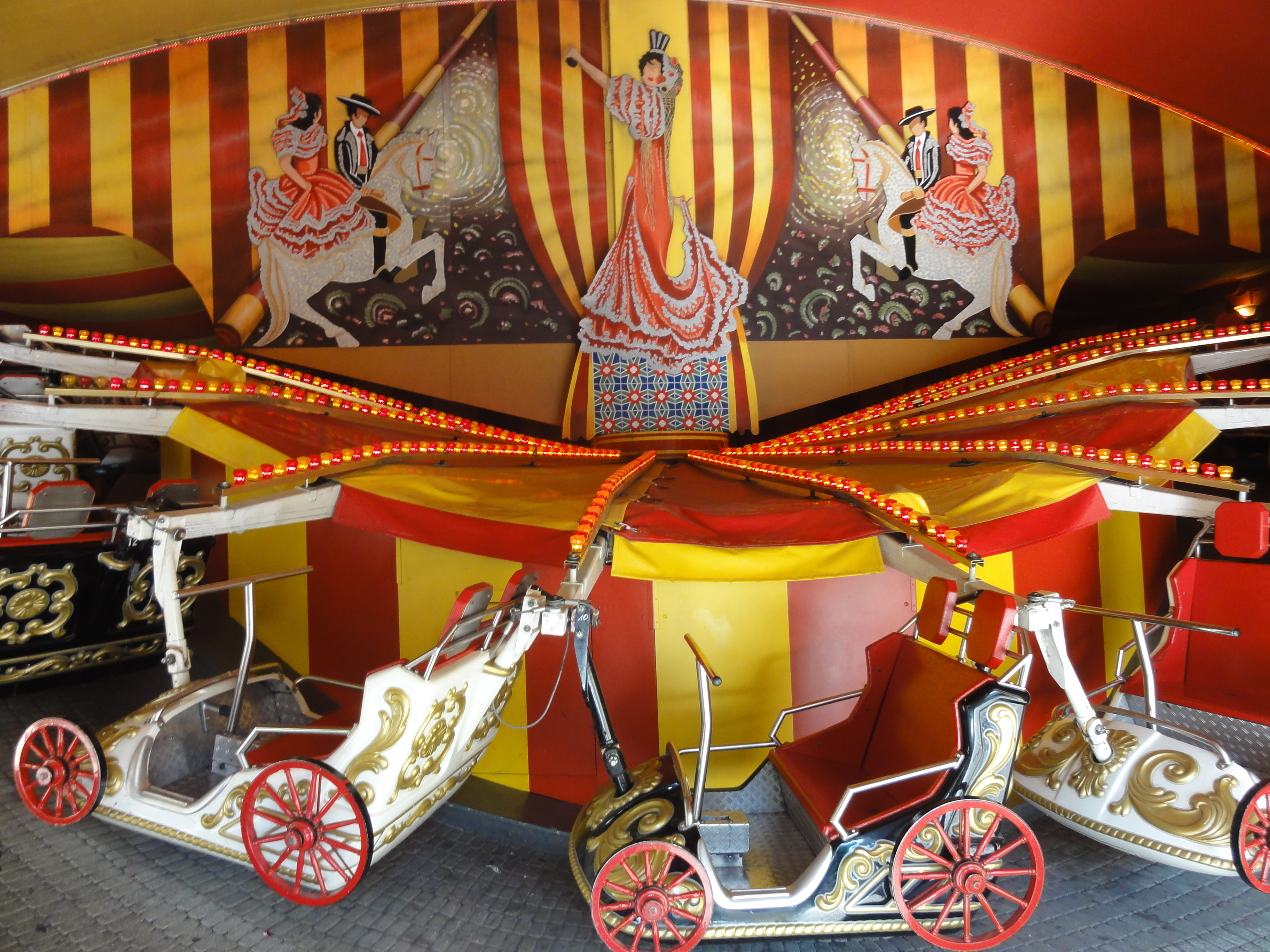
Feria Swing à Europa-Park
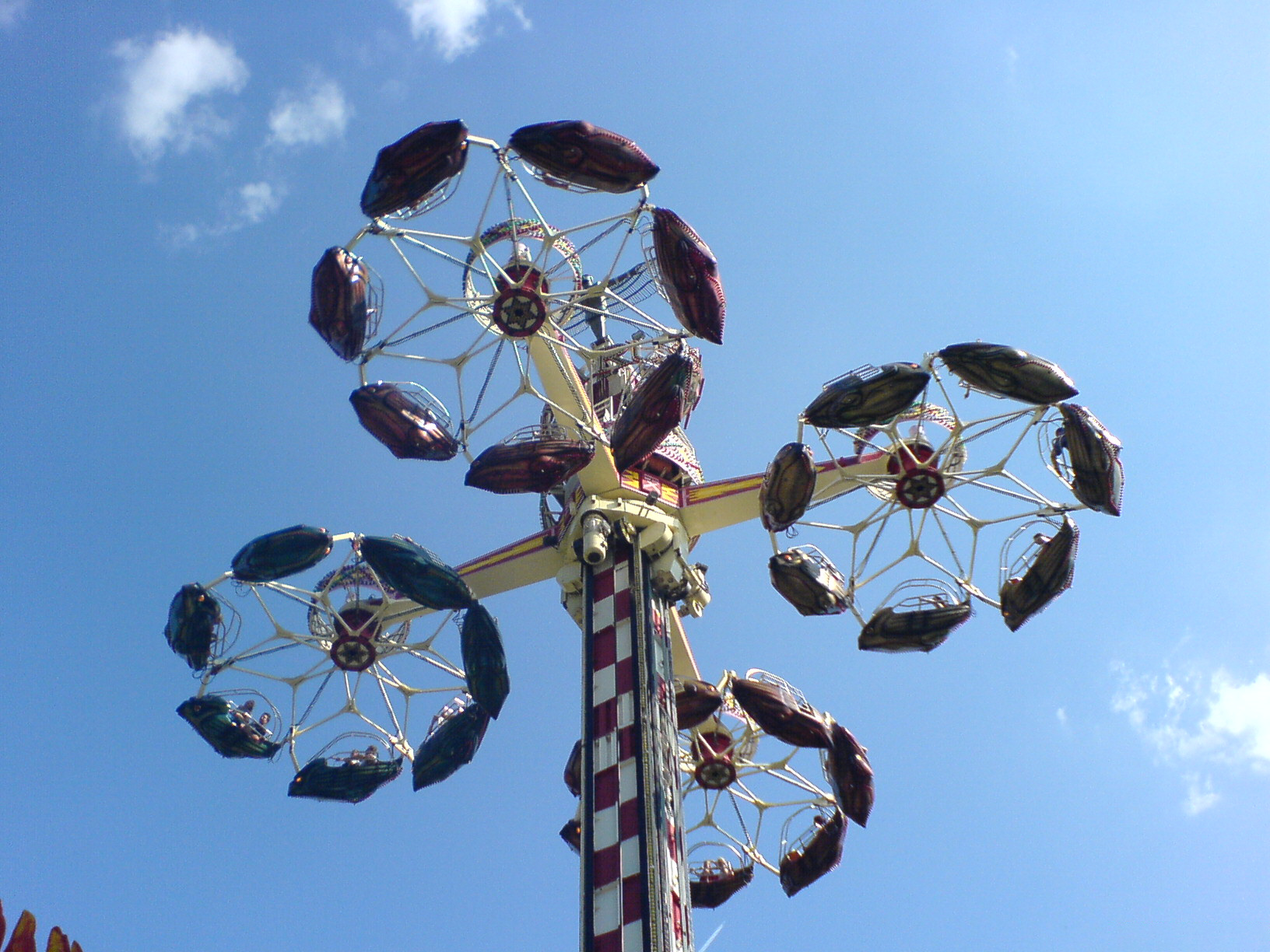
Ikarus à Freizeit-Land Geiselwind
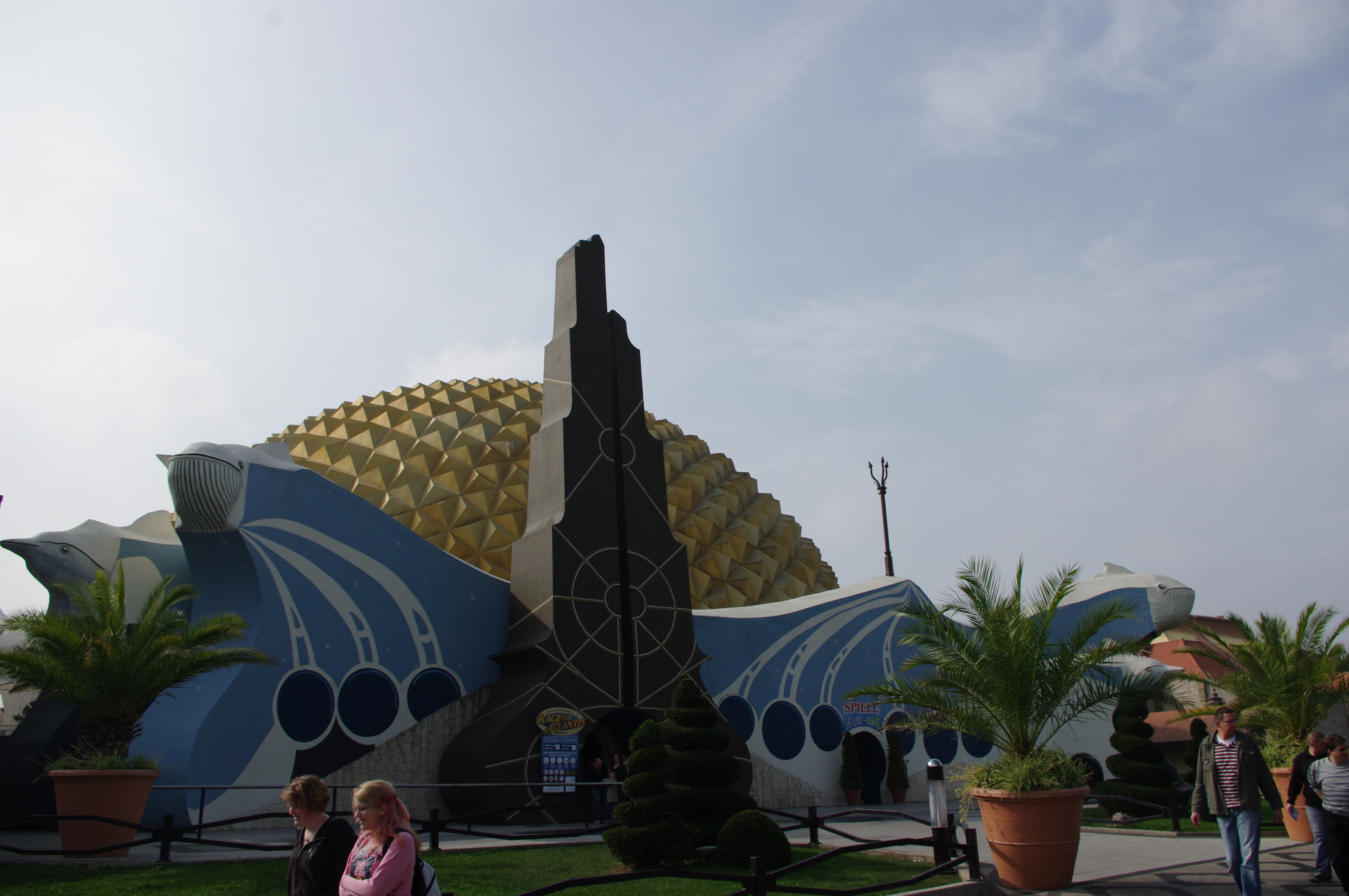
Galaxy à Phantasialand
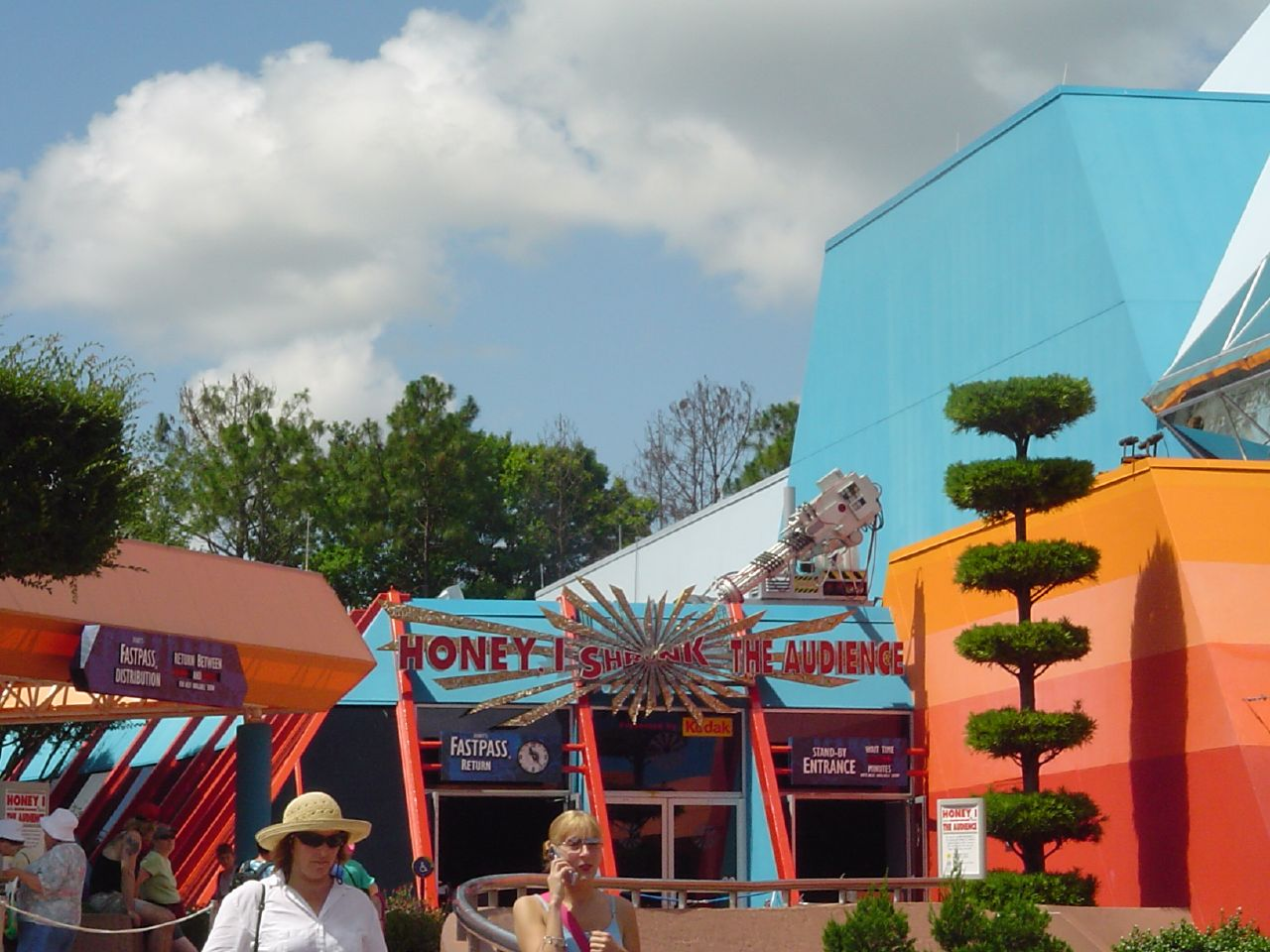
Honey, I Shrunk The Audience à Epcot
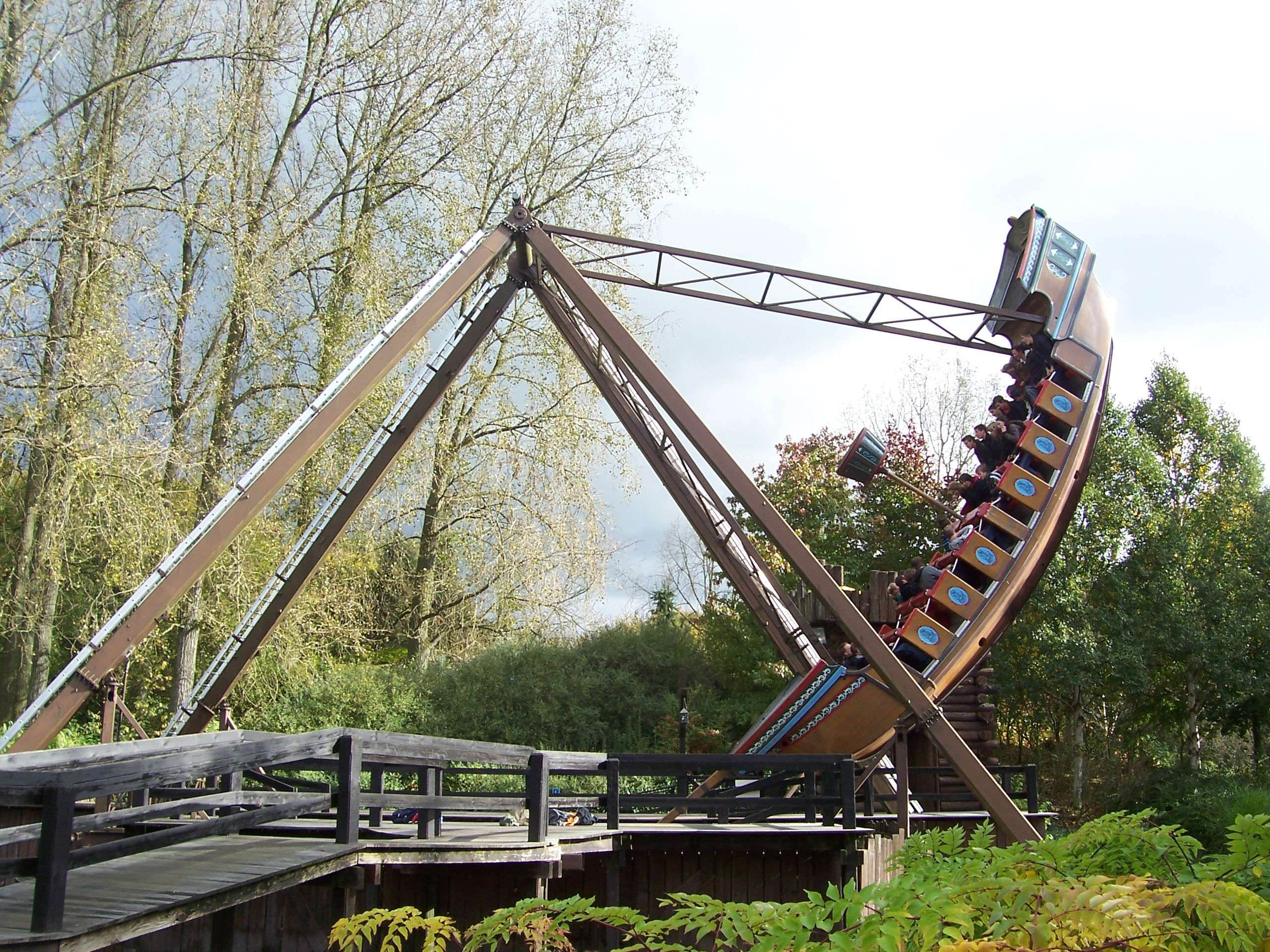
Hudson Bay à Walibi Flevo
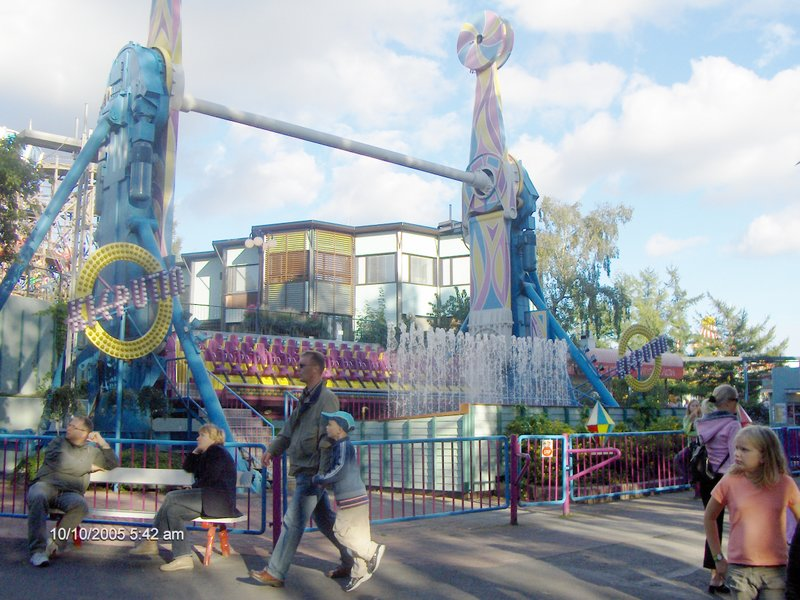
Kieputin à Linnanmäki
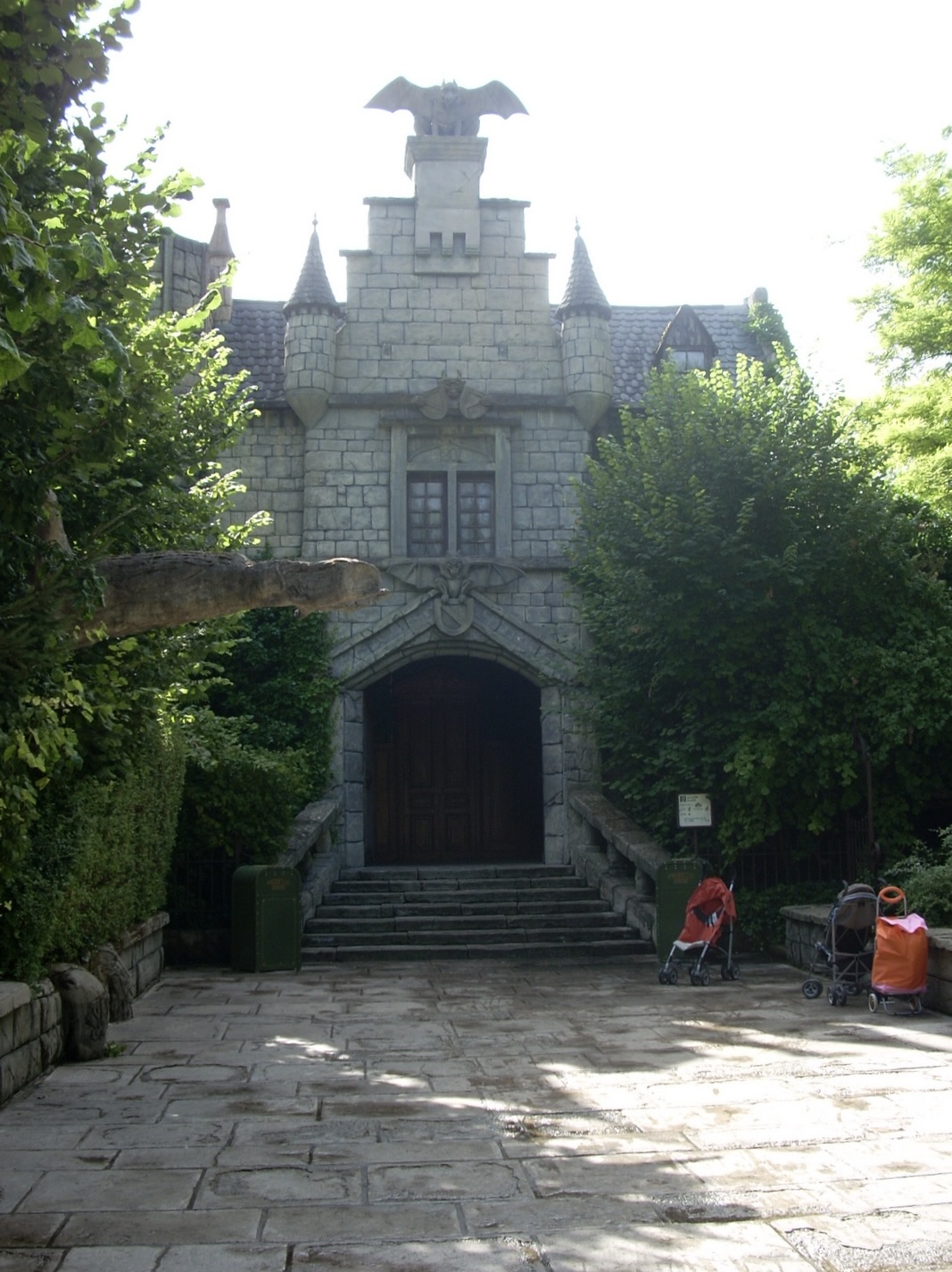
Le Manoir hanté à Nigloland
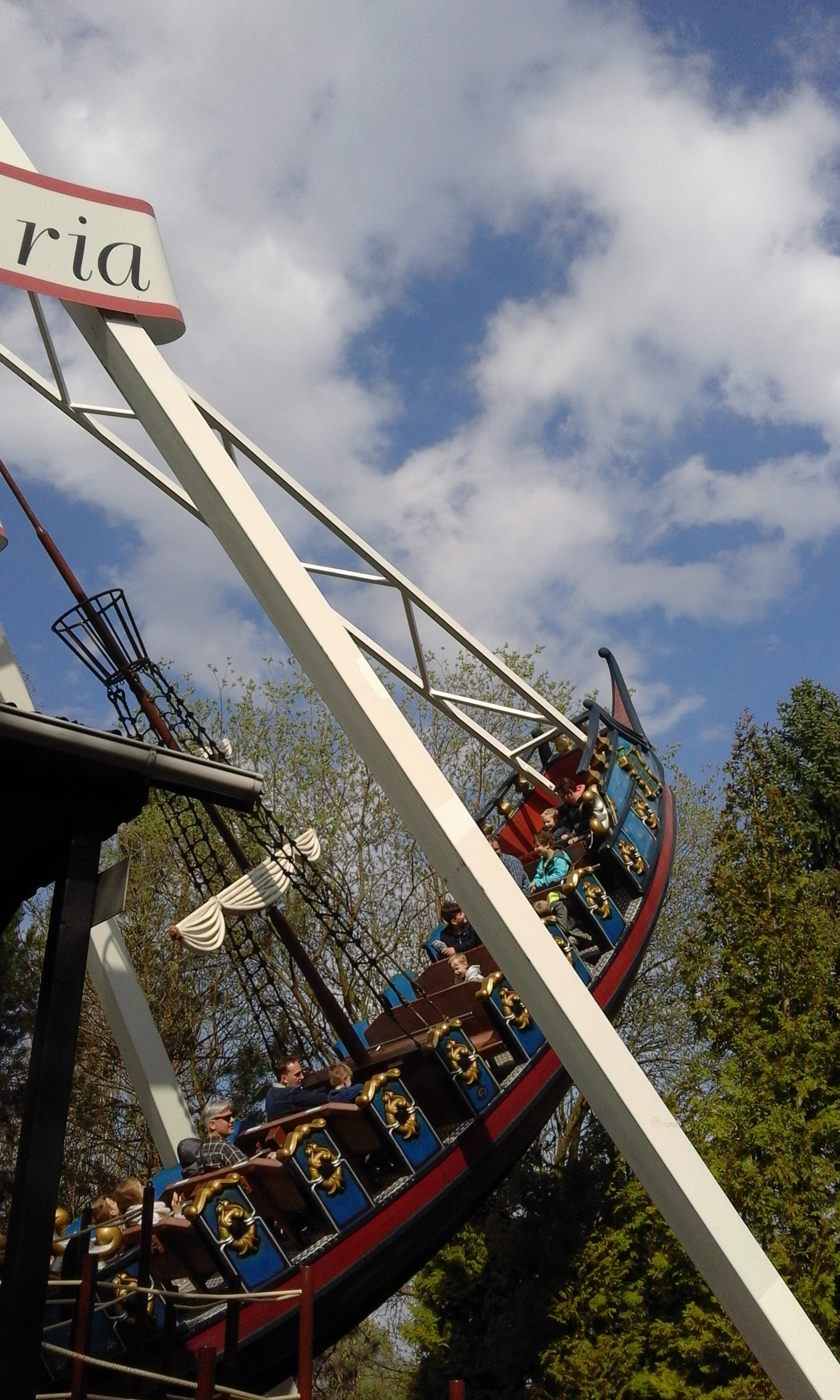
Riesen-Schiffschaukel à Rasti-Land
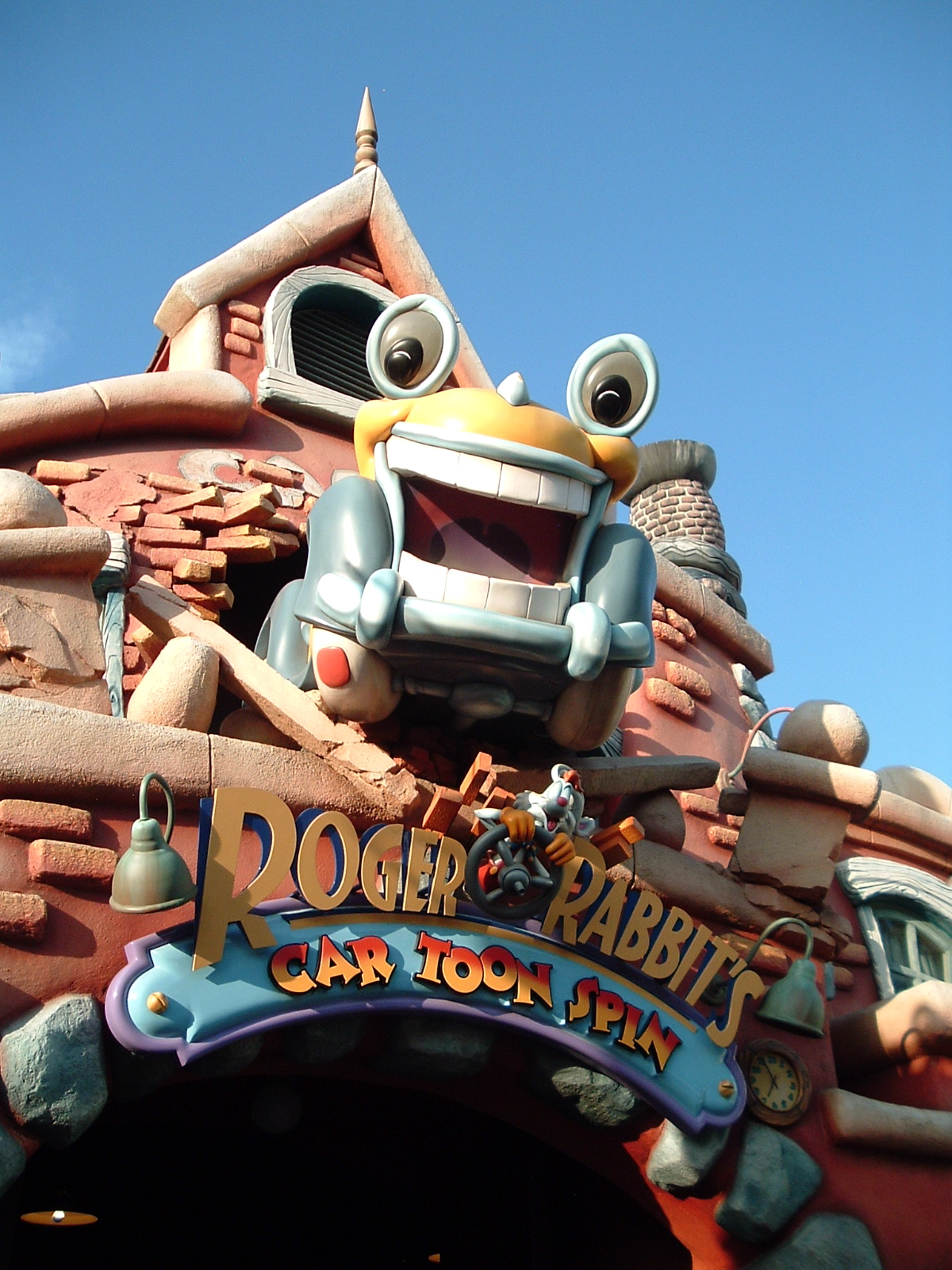
Roger Rabbit's Car Toon Spin à Disneyland
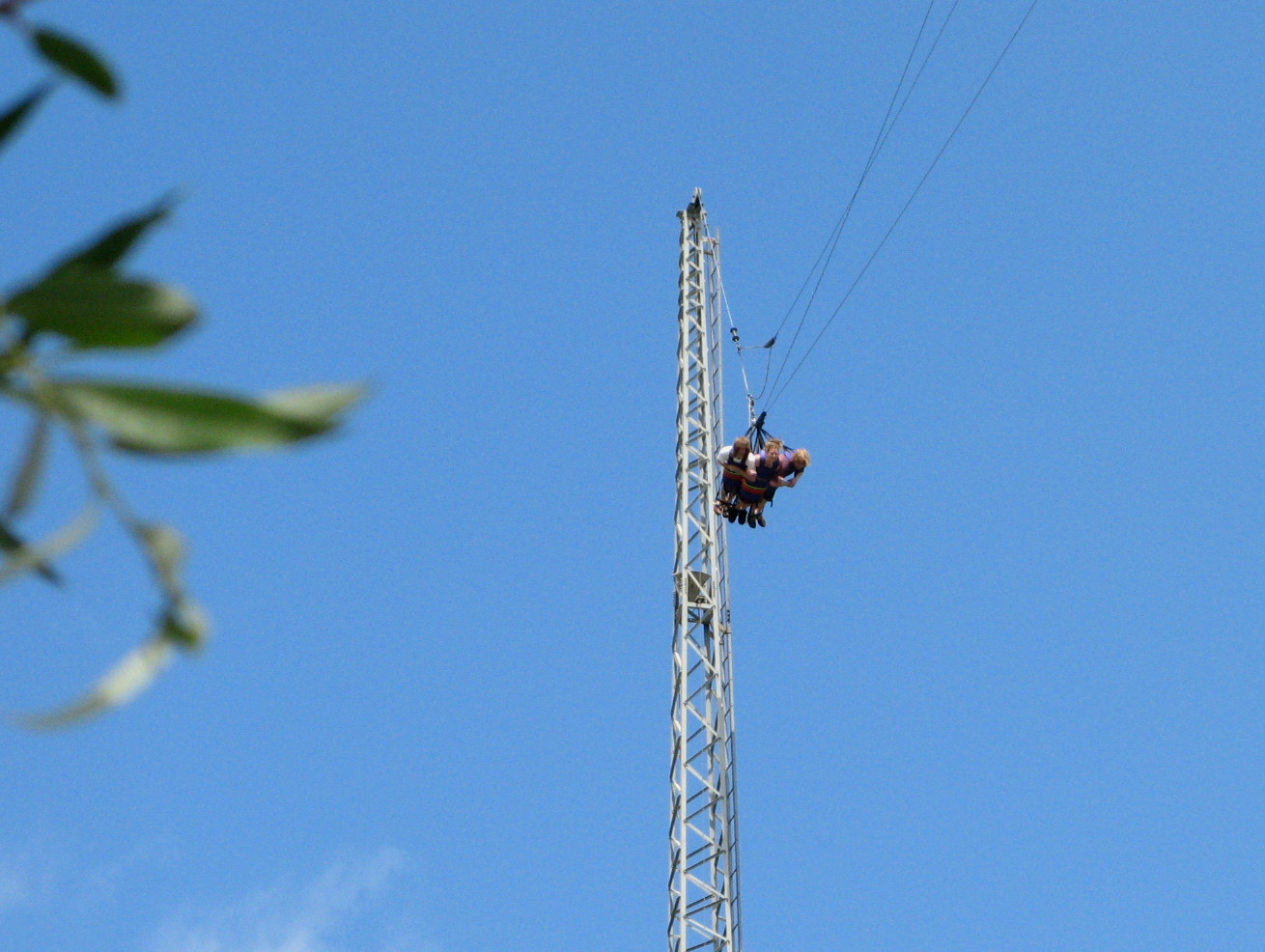
Skycoaster à Kennywood
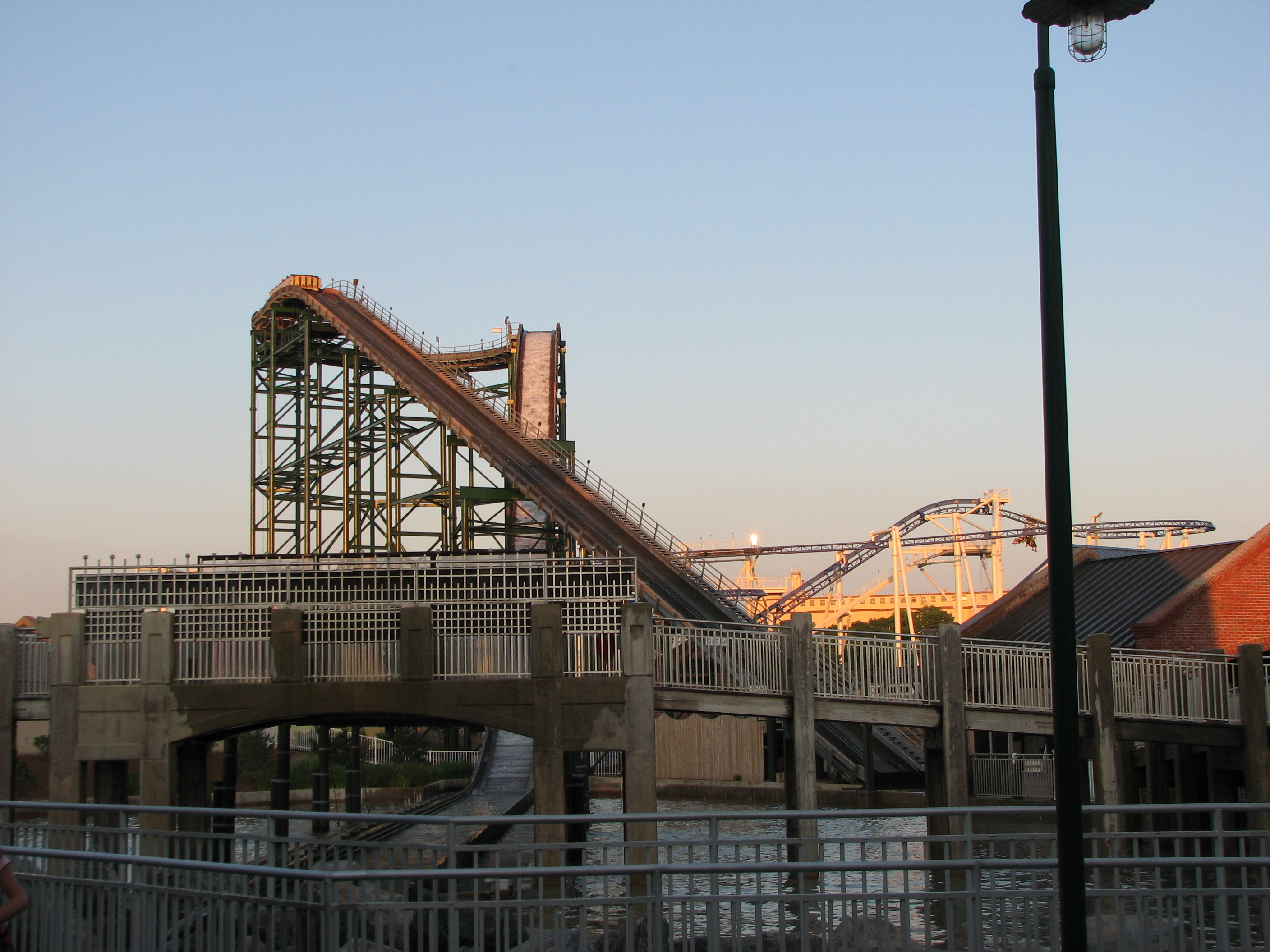
Tidal Force à Hersheypark
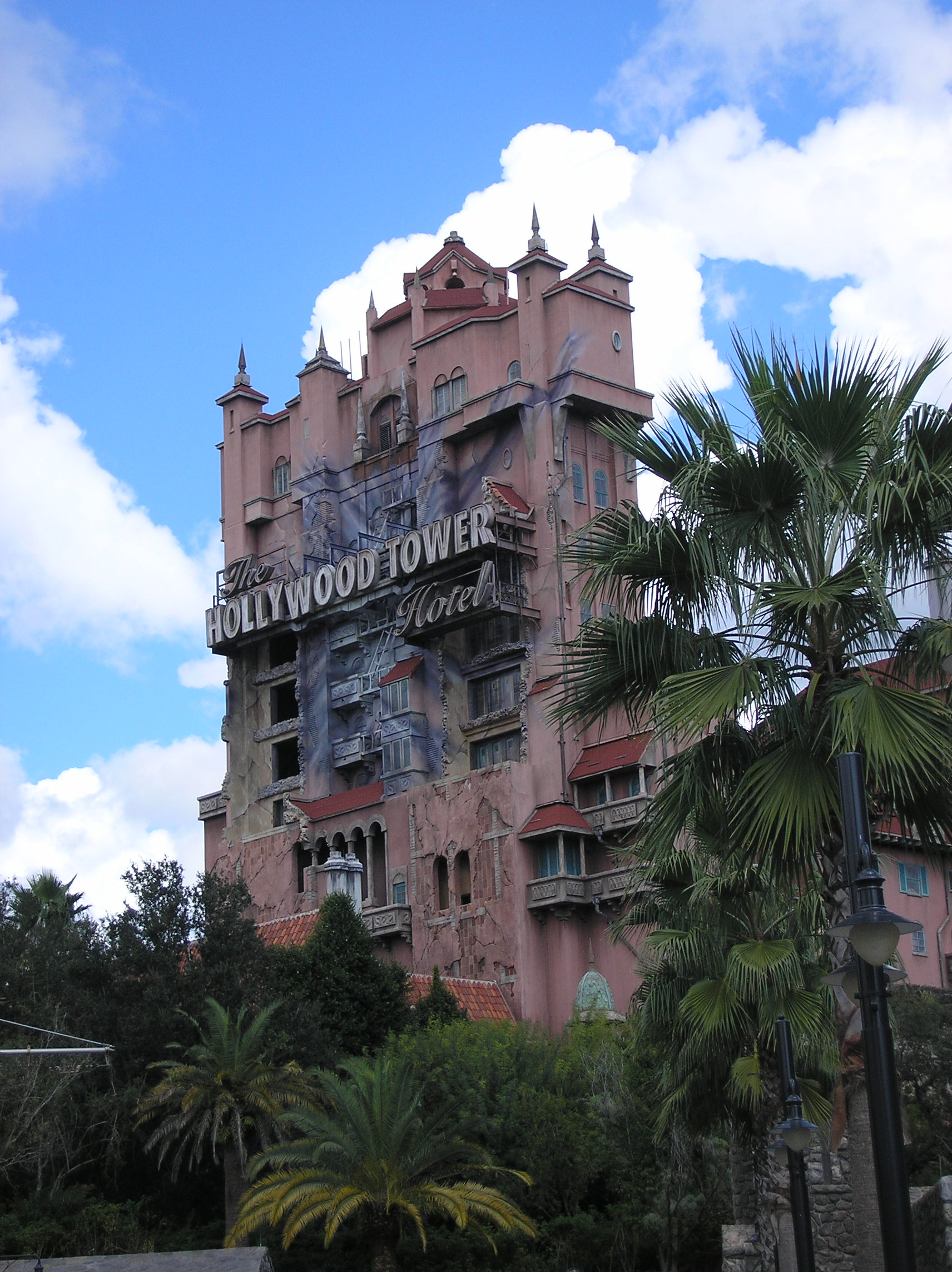
The Twilight Zone Tower of Terror aux Disney-MGM Studios
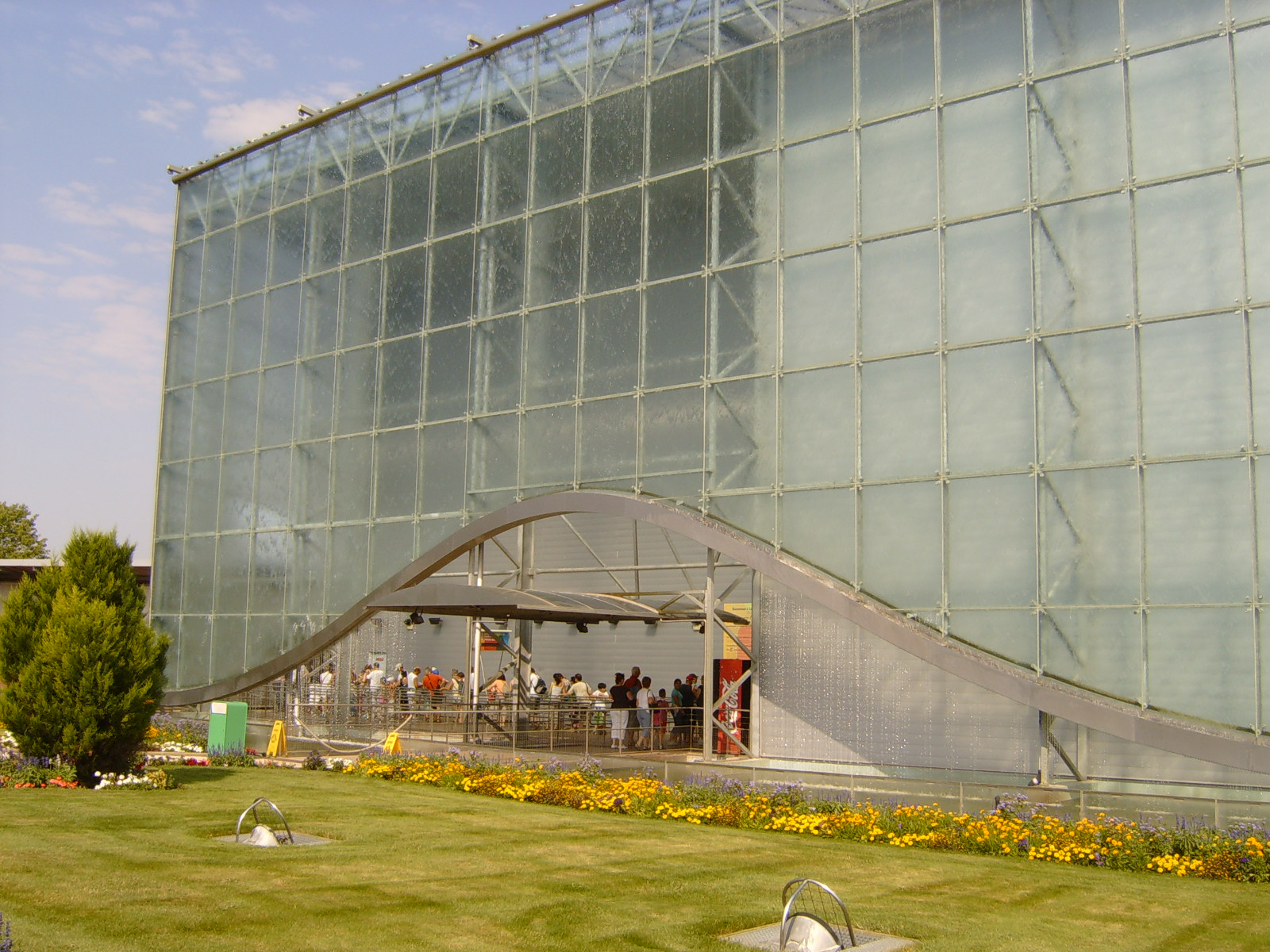
Pavillon de la Vienne au Futuroscope

#### Nouveau thème
| Nom         | Type / Modèle     | Constructeur | Parc                            | Pays        | Anciennement      |
| ----------- | ----------------- | ------------ | ------------------------------- | ----------- | ----------------- |
| Terror Tomb | Parcours scénique | Mack Rides   | Chessington World of Adventures | Royaume-Uni | The 5th Dimension |